# Geschiedenis van de politieke partijen in Duitsland

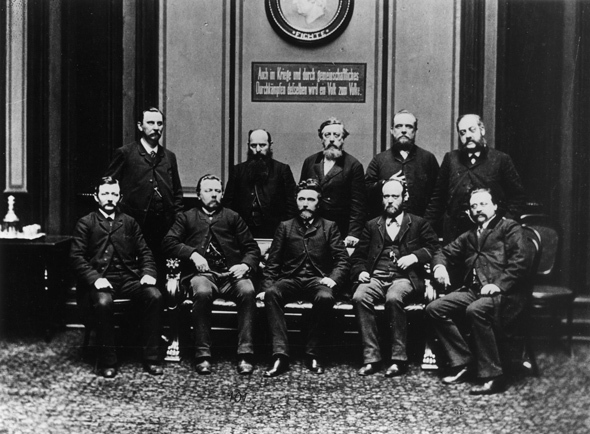
Leden van de sociaaldemocratische fractie in de Rijksdag, 1889. De SPD is de oudste nog bestaande Duitse partij van belang.

De moderne politieke partijen in Duitsland zijn in het midden van de 19e eeuw ontstaan, toen afgevaardigden in parlementen zich begonnen te verenigen tot hechtere groeperingen. In het begin stonden de regeringsgezinde conservatieven en de oppositionele liberalen tegenover elkaar. In de loop van de decennia ontstonden hechte organisaties die belangrijke functies in het politieke systeem vervulden.
Belangrijk voor de ontwikkeling van het partijenstelsel was het Frankfurter Parlement van 1848/1849, het eerste parlement voor heel Duitsland. In de jaren 1860 ontstonden de eerste eigenlijke partijen met programma's. In het Duitse Keizerrijk, dat in 1871 tot stand kwam, konden de partijen via de Rijksdag meebeslissen over de wetgeving. Twee conservatieve partijen en de nationaal-liberalen (rechts-liberalen), die zich in 1867 van de liberalen hadden afgesplitst, steunden de rijksregering. Het katholieke Zentrum en de links-liberalen werkten eveneens soms met de regering samen. De Sozialdemokratische Partei Deutschlands (SPD), zoals deze partij sinds 1891 heet, bleef in principe oppositioneel tegenover de toenmalige staat. Daarnaast zaten in de Rijksdag meerdere regionale partijen en partijen van minderheden, belangenpartijen en kleine partijen van antisemieten.
Vanaf 1917 namen Zentrum-leden, links-liberalen en (vanaf 1918) sociaaldemocraten deel aan de rijksregering. In de Weimarrepubliek van 1919 konden de partijen meestal geen constructieve meerderheid in het parlement vormen. De grotere partijen uit het Keizerrijk bleven grotendeels bestaan. Diverse nieuwe belangen- en extremistische partijen verschenen ten tonele, zoals de links-extremistische Kommunistische Partei Deutschlands (KPD) en de rechts-extremistische Nationalsozialistische Deutsche Arbeiterpartei (NSDAP). De laatste nam in 1933 de macht over en maakte alle andere partijen illegaal.

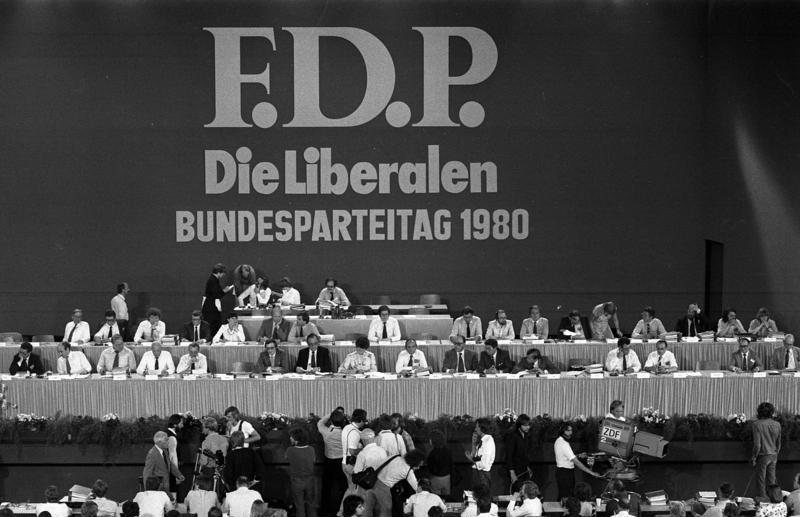
Federaal partijcongres van de liberale FDP, 1980 in Freiburg

Na de Tweede Wereldoorlog waren in de westerse bezettingszones en vervolgens in de Bondsrepubliek (vanaf 1949) vooral twee grote partijen toonaangevend: de christendemocratische CDU en de sociaaldemocratische SPD. Na een eerste periode met enkele andere kleinere partijen kwam in 1961 alleen nog de liberale FDP in de Bondsdag. Rond 1980 deed de ecologisch-alternatieve partij Die Grünen haar intrede in het politieke bestel.
In de Duitse Democratische Republiek ontstond na de gedwongen vereniging van de KPD en de SPD in 1946 de Sozialistische Einheitspartei Deutschlands (SED). Ze liet zogeheten blokpartijen bestaan om haar één-partijen-dictatuur te camoufleren. Na 1990 ging die partij door als Partei des Demokratischen Sozialismus (PDS, sinds 2007: Die Linke). Duitsland heeft sindsdien op federaal niveau een stelsel dat in wezen uit vijf partijen bestaat, CDU/CSU, SPD, FDP, Linke en Grüne. Verder bestonden en bestaan er op deelstaatniveau en in de gemeenten nog andere partijen.

## Partijen vóór de oprichting van het Rijk van 1871

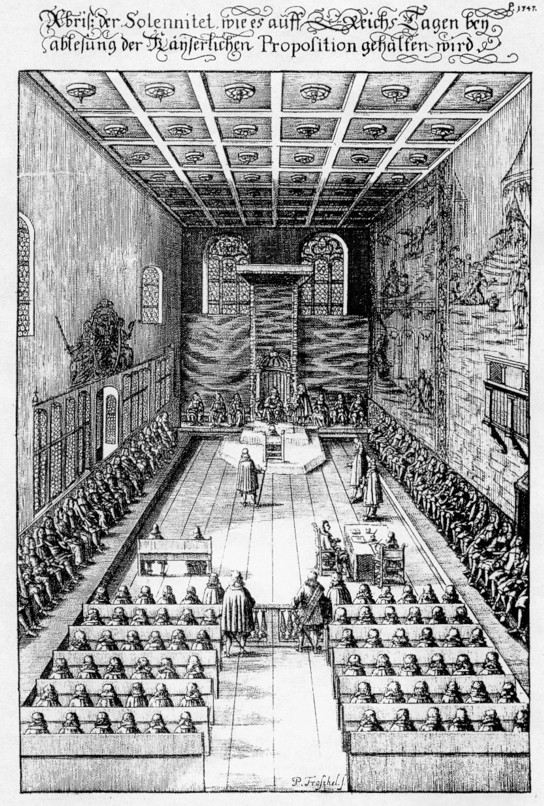
De Rijksdag in 1675: links de bank van de wereldlijke, rechts van de geestelijke vorsten. In de voorgrond de banken van de rijkssteden, achter de keizer zitten de keurvorsten.

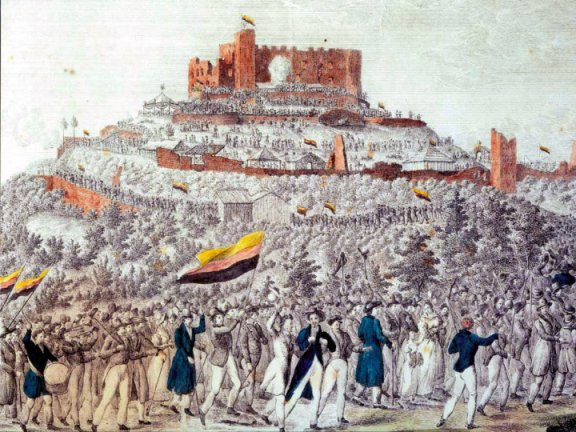
Het Hambacher Fest van 1832 geldt als een van de hoofdgebeurtenissen van de nationale beweging in de tijd van de Vormärz.

De opkomst van politieke partijen hangt nauw samen met de aanwezigheid van afgevaardigden in parlementen. Parlementen in de moderne zin van het woord kennen de meeste landen van de wereld pas sinds de 19e eeuw. De Rijksdag van het Heilige Roomse Rijk bijvoorbeeld was een vertegenwoordiging van staten, niet van kiezers. Zelfs op stedelijk niveau waren de leden van gemeenteraden normaliter de vertegenwoordigers van sociale groepen, zoals bepaalde ambachtsorganisaties (gilden). Men heeft het dan over een zogeheten standen-constitutie (ständische Verfassung).

### Zuid-Duitse parlementen
Afgezien van eerdere ontwikkelingen in het tijdperk van Napoleon begon de Duitse parlementaire geschiedenis na 1815 (het jaar waarin de Duitse Bond werd opgericht en de Bondsakte in werking trad) in Zuid-Duitsland, waar Baden, Württemberg en Beieren al vroeg grondwetten en parlementen met elk twee kamers hadden. De opperhuizen waren kamers van de adellijken, net als de volkshuizen die volgens standen waren samengesteld. Zij die grondbezit hadden of veel belastinggeld betaalden, mochten stemmen. De verkiezingen waren indirect: als Urwähler koos men degenen die op hun beurt de afgevaardigden kozen. In Baden en Württemberg ging 15 resp. 17 procent van de inwoners stemmen.
De kamers hadden weinig rechten en waren eerder plaatsen voor discussies. De afgevaardigden kwamen uit de bezittende en hoog opgeleide sociale klassen (Besitzbürger en Bildungsbürger), uit kringen van landbouw en handel, alsmede uit de academisch opgeleide ambtenarij. Sommige afgevaardigden stonden aan de kant van de regering, anderen, zoals de liberalen, vormden de oppositie. Juist de woordvoerders van de liberalen waren vaak ambtenaren, schreef de historicus Thomas Nipperdey: "Het blijft een van de meest eigen karakteristieken van het vroege parlementarisme in Duitsland dat de dienaren van de regeringen tegelijkertijd de kern van de oppositie tegen die regeringen waren."
De traditionele opdeling in links en rechts bij politieke partijen is nog ouder. Ze is voortgekomen uit de Franse Revolutie. De monarchisten / conservatieven zaten vanuit het oogpunt van de Kamervoorzitter rechts, de revolutionairen zaten links.

### Vormärz 1830-1848
Vormärz heet in Duitsland de tijd vóór de liberale revolutie van maart 1848. Toen bestonden er al voorlopers van een modern partijenstelsel. Maar er was nog geen parlement voor geheel Duitsland. Politieke partijen waren verboden, een geheime politisering gebeurde binnen verenigingen. Vaak stonden conservatieven en liberalen tegenover elkaar, de krachten van het behouden en de krachten van de verandering.
Partijen vormden zich langzaam, vaak door middel van tijdschriften. Ze waren geen dragers van macht maar hadden een ideologische basis (Weltanschauungsparteien). Het woord Partei had indertijd een negatieve connotatie. De liberalen identificeerden zich met het volk en richtten zich tegen partijen, maar ook tegen de gouvernementalen (degenen die loyaal aan de regering waren), de klerikalen (kerkelijken) en de demagogen (verleiders van het volk).

#### Liberalen en radicalen

„De vrijheid leidt het volk“, schilderij van Eugène Delacroix uit 1830, over de julirevolutie in Frankrijk. Liberalen en radicalen gingen verschillende wegen onder meer vanwege de vraag of geweld in de politieke strijd gerechtvaardigd is.

De liberalen waren de erfgenamen van de ideeën van de Franse Revolutie van 1789. Ze vonden dat de ongelijkheden tussen mensen het gevolg waren van de verschillen in talent en prestatie. De ongelijkheid moest op allerlei manieren zo veel mogelijk worden weggewerkt, bijvoorbeeld door middel van belastingen (bijvoorbeeld op erfenissen) en het voor iedereen toegankelijk maken van opleidingen.
Rond 1840 scheidden de radicalen zich van het liberalisme af. Zij zagen gelijkheid als een voorwaarde voor vrijheid, en bij twijfel vonden ze het eerste zwaarder wegen dan het laatste. Ze wilden de staatsmacht noch de scheiding der machten aan banden leggen. In plaats daarvan pleitten ze voor de heerschappij van het parlement en misschien elementen van de directe democratie (referenda). Ze wilden de soevereiniteit van het volk er via het algemeen kiesrecht doorheen drukken, en voelden zich tegenstanders van zowel het oude systeem als van de liberale burgers.
In filosofisch opzicht kwamen de radicalen van de kant van de linkse hegelianen. Ze wilden de emancipatie van de mens via het "wapen van het verstand" bereiken. De kritiek op de religie, zoals David Friedrich Strauß en Ludwig Feuerbach het verwoordden, leidde tot een revolutionaire kritiek op zowel de staat als de maatschappij.
De radicalen schaarden zich onder meer rond de Hallesche Jahrbücher für deutsche Wissenschaft und Kunst (sinds 1838; vanaf 1841 Deutsche Jahrbücher geheten). Belangrijk was ook de Rheinische Zeitung (1842/1843). Naast de intellectuelen waren er onder de radicalen ook populisten, vooral in het zuidwesten van Duitsland, en een religieuze richting: christelijk maar verlicht. Op een bijeenkomst in Offenburg in 1847 stemden de radicalen voor het gelijke kiesrecht, een leger gebaseerd op het militie-stelsel, gelijke kansen in de opleiding, een progressieve belasting op inkomsten en een nieuwe verhouding tussen kapitaal en werk. Het laatste richtte zich ook tegen de liberalen.

#### Arbeidersbeweging

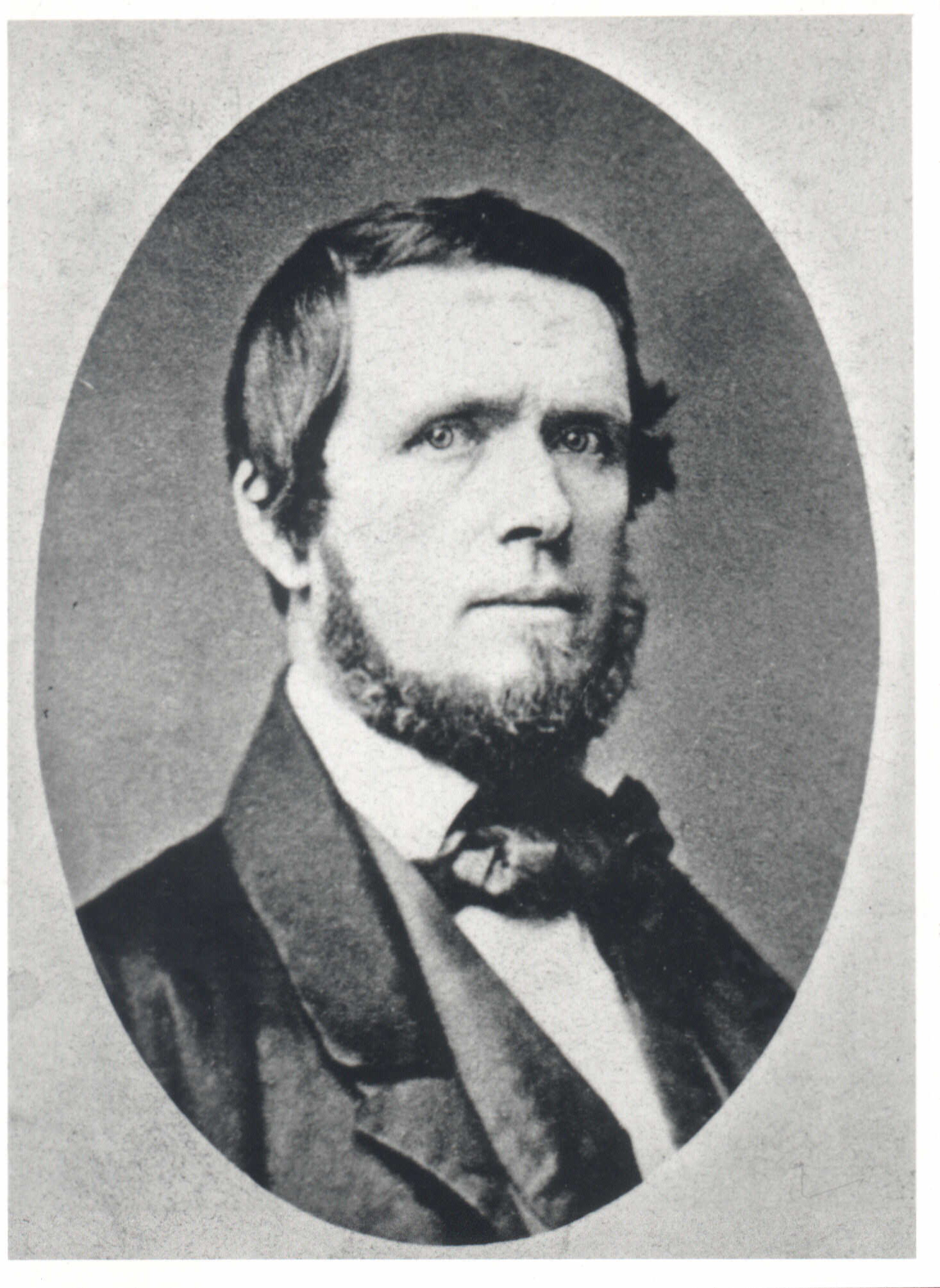
De kleermaker Wilhelm Weitling, een van de weinige vroege socialisten van lage komaf, was een voordenker van het communisme. Zijn Bond der Rechtvaardigen stond symbool voor het belangrijkste probleem van de arbeidersbeweging van die tijd, want hij kon alleen in ballingschap worden opgericht.

Zoals de radicalen zich losmaakten van de liberale beweging, zo maakte de arbeidersbeweging zich los van de radicale beweging. De activisten van de arbeidersbeweging wilden het leven van de loonarbeiders en ambachtslieden verbeteren en eisten politieke rechten voor hen op. Het waren nog niet per se socialisten, en het was in het begin ook nog geen beweging van de onderlaag van de bevolking - die was sowieso van de politiek buitengesloten. Ze waren volgens Nipperdey ook nog geen klasse: "het socialistisch idee van het fabrieksproletariaat voldeed nog lange tijd niet aan de realiteit van de verarmde massa's in Duitsland". Veeleer betrof het een verbond van intellectuelen en ambachtsgezellen in het buitenland (in de ballingschap). Daar bestond vrijheid van meningsuiting, die voor discussies met een theoretische achtergrond kon worden gebruikt.
Het vroege socialisme, dat was ontstaan uit het democratisch radicalisme, manifesteerde zich als de echte erfgenaam van de Franse Revolutie en voortzetter van de liberale beweging voor emancipatie. Het keurde het milieu juste, de hiërarchische maatschappij van de liberalen en de radicalen af. De socialisten pleitten met name voor het collectieve eigendom. Ook waren ze gekant tegen het liberaal individualisme en de beperking van de staat, dus deelde het socialisme ook antiliberale gedachten met het conservatisme. Het socialisme was niet gericht op het verleden, maar op de toekomst. Ook was het deels naar aanleiding van de industriële revolutie ontstaan (zie ook sociale kwestie).
In Parijs ontstond in 1836/1837 uit een eerdere organisatie de Bond der Rechtvaardigen, de eerste socialistische organisatie. Toen associeerde men dit nog nauwelijks met fabrieksarbeiders, maar met ambachtsgezellen. Het duurde decennia totdat de arbeidersbeweging een maatschappelijke macht werd, en aan het begin was het ook nog niet duidelijk dat het marxisme dominerend zou worden. Verder werden er zowel van protestantse als van katholieke zijde initiatieven genomen, bijvoorbeeld door de Hamburgse pastoor Johann Heinrich Wichern en de Westfaalse geestelijke Wilhelm Emmanuel von Ketteler.

#### Conservatieven
Het conservativisme was de kracht van het behouden, romantisch en gebonden aan standen. In Pruisen werd het door de rechtsfilosoof Friedrich Julius Stahl gemoderniseerd, een voormalige student van een Burschenschaft en gedoopte jood. Volgens zijn programma moest de christelijke staat op christelijke en niet op wereldlijke normen en instellingen gestoeld zijn. De staat moest met de kerk verbonden zijn en er bijvoorbeeld door middel van het huwelijksrecht voor zorgen dat de maatschappij christelijk bleef.
Dankzij Stahl vonden de conservatieven dat de staat niet in het privé-bezit van de standen was, maar voor iedereen, als vertegenwoordiging van het algemene. De grondwet mocht niet liberaal zijn, maar zich richten op de vorst en het parlement maar een beperkte rol geven. Stahl wees op het Engelse voorbeeld en de wortels van het Engelse parlement die in de standenmaatschappij te zoeken waren.

#### Katholieken

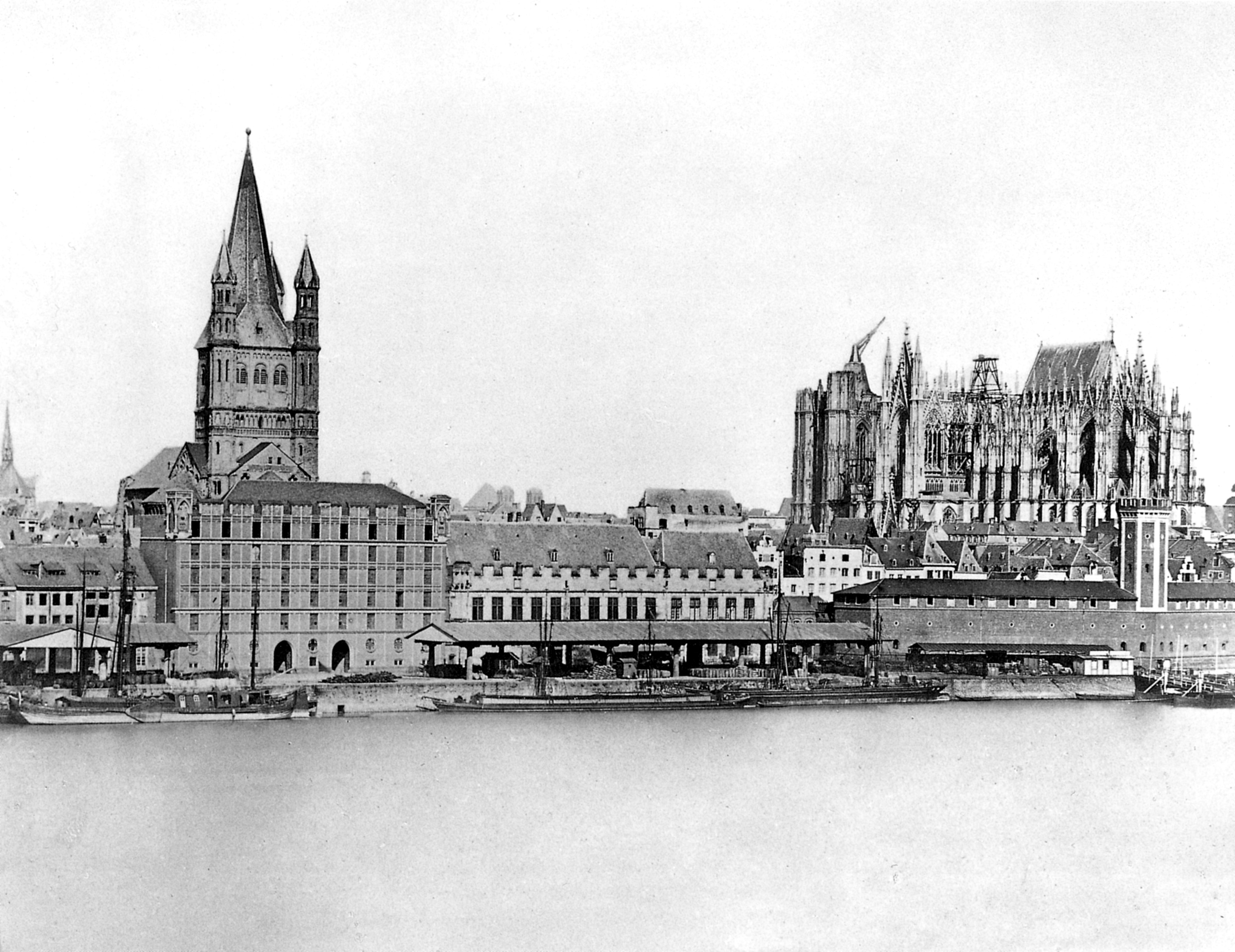
Aan de Dom van Keulen (rechts) wordt doorgewerkt, rond 1856. Het gebouw uit de middeleeuwen kreeg in de zwang van de romantiek een nieuwe, nu ook nationale betekenis. De voltooiing (1840-1880) sloeg een brug van het katholieke Rijnland naar het protestantse Pruisen dat de bouw ondersteunde.

Kerk en staat werkten vóór de Franse Revolutie nauw samen. Daarna was dat niet meer zo vanzelfsprekend; toch wilde de kerk invloed op het leven van de gewone mens blijven uitoefenen, onder meer door middel van zaken als school en huwelijk. Op die gebieden moest ze zich wel met de staat arrangeren. Uit pogingen de controles en ingrepen van de staat af te weren ontstond een politieke beweging ook buiten de officiële kerk. De katholiek zag zich geconfronteerd met de secularisering (verwereldlijking), de nieuwe stroming in de burgerlijke maatschappij.
De katholieke massa's werden na 1815 maar langzaam gemobiliseerd en georganiseerd, door middel van bedevaarten en kerkbladen, vanaf de jaren 1840 ook via verenigingen. De eigenlijke partijvorming begon in 1838, na het Kölner Ereignis: Strijdend om de introductie van confessioneel gemengde huwelijken had de protestantse Pruisische overheid de Keulse aartsbisschop gearresteerd. Dit werd de eerste politieke ervaring van de katholieken in geheel Duitsland die politiseerde en polariseerde. De protestantse en katholieke conservatieven gingen verschillende wegen op, de liberalen en radicalen keerden zich tegen het katholicisme. Uit die tijd stammen de strijdschrift Athanasius en het Berliner Politische Wochenblatt van de politieke katholiek Joseph Görres.
De conservatieve katholieken legden de nadruk op orde en traditie en op het feit dat de mens niet de schepper en heerser was. De revolutie beschouwden ze als een moderne zonde. De liberalen zouden de mensen het vasthouden aan het bestaande wegnemen, en ook de bureaucratische, autoritaire staat zou moderne Ungeist zijn. De oorzaak van het eigentijdse ongeluk moest volgens de katholieken gezocht worden bij de Reformatie, die subjectiviteit in gang had gezet. Deze subjectiviteit had op haar beurt de basis gevormd voor de Verlichting, het absolutisme en daarmee uiteindelijk ook voor de Franse Revolutie.

### Revolutie van maart 1848/1849

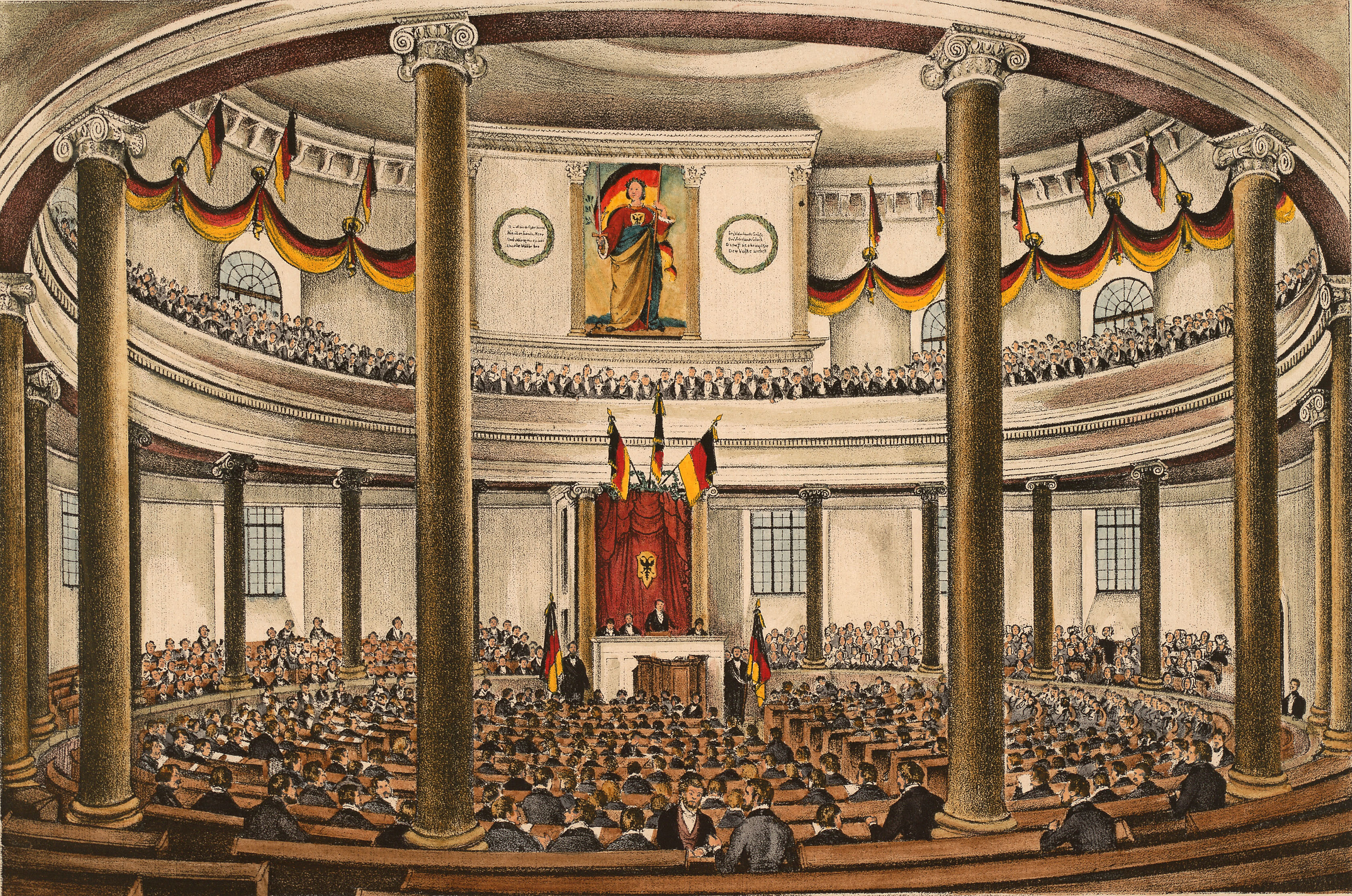
Frankfurter Parlement: Paulskirche in 1848, in zwart-rood-goud ornament en met het beeltenis van de Germania. Hier kwam het eerste parlement voor geheel Duitsland samen.

In opvolging van revolutionaire gebeurtenissen in Frankrijk en andere Europese landen kwam het in maart 1848 tot een liberale revolutie die van Duitsland een verenigd land met een grondwet en een parlementair stelsel wilde maken. Vele vorsten, bang voor terreur zoals in de Franse Revolutie, benoemden liberale regeringen.
De verkiezingen voor een Nationale Vergadering in Frankfurt liepen per staat verschillend af; de bepaling dat alleen zelfstandigen mochten kiezen werd in het algemeen zeer genereus geïnterpreteerd. Gemiddeld nam ruim tachtig procent van de (mannelijke, volwassen) bevolking deel. Omdat er nog geen partijen waren stemden de kiezers vooral op kandidaten vanwege hun persoonlijkheid. Gekozen werden vooral ambtenaren, docenten en juristen, zowel bij de liberalen als ook bij de democraten.

### Groepen binnen en buiten de Nationale Vergadering
In het Paulskirchenparlament, benoemd naar een Frankfurtse kerk waarin de afgevaardigden bijeen kwamen, ontbraken zowel de hoogconservatieven als ook de socialisten. De katholieken waren ondervertegenwoordigd en waren over meerdere groepen verdeeld. De verschillende fracties (leden van een bepaalde politieke richting) noemden zich naar het hotel of restaurant waar ze vergaderden:
- Ca. 40 rechtse afgevaardigden, dat wil zeggen gematigde conservatieven (Steinernes Haus, later Café Milani): Zij wilden het bestaande behouden, waren voor de kerk en voor een federalistische oplossing, een centrale staat die veel ruimte aan de deelstaten zou geven.

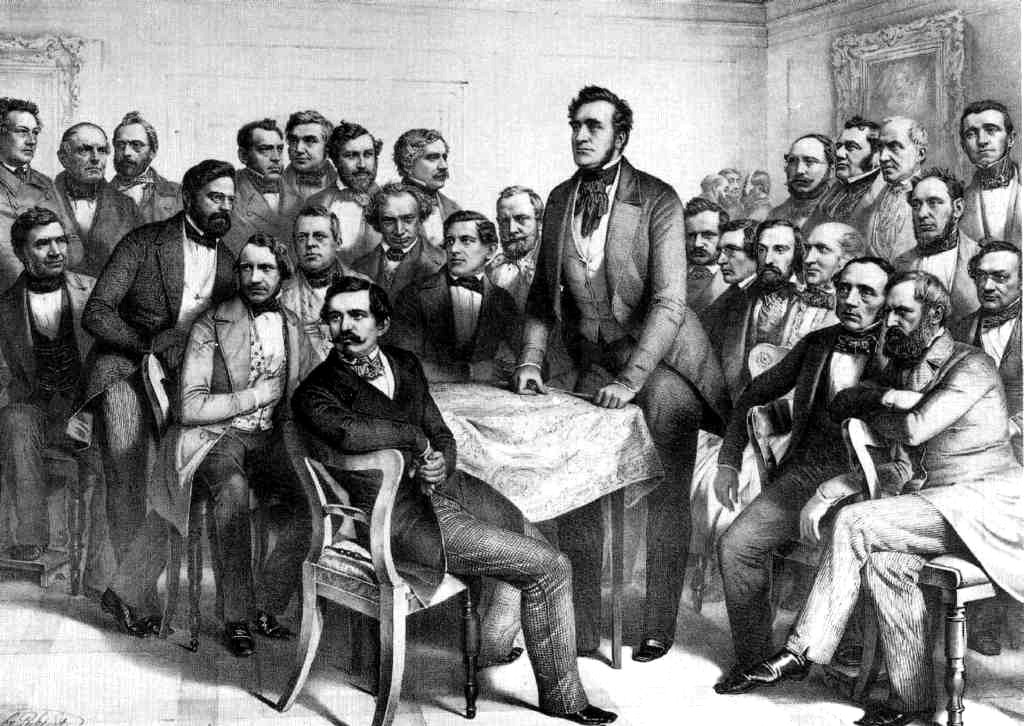
De Casino-Fraktion, de gematigde liberalen; staande hun leider Heinrich von Gagern

- Ca. 120-130 leden van het rechtse centrum, de constitutionele liberalen (Casino): Hun doel was een samenwerking met de regeringen van de Duitse staten te verwezenlijken om een balans tussen overheid en individu te vinden. Daarvoor wilden ze zo nodig concessies maken met betrekking tot de vrijheid. De bekendste vertegenwoordiger van deze richting was de parlementspresident en later Rijksministerpresident Heinrich von Gagern. Later viel het rechtse centrum uit elkaar.
- Ca. 100 afgevaardigden in het linkse centrum, de linkse liberalen (Württemberger Hof): Zij zetten zich in voor volkssoevereiniteit en de rechten van het parlement, ook al van de Paulskirche. In oktober scheidden zich een rechtse (Augsburger Hof) en een linkse (Westendhall) groep af.
- Ca. 100 gematigde democraten (Deutscher Hof): Robert Blum en diens aanhangers waren voorstander van een republiek en de heerschappij van het volk en het parlement. Ze maakten wel compromissen mogelijk.
- Ca. 40 radicalen, de extreme democraten (Donnersberg): De aanhangers van Hecker wilden zo nodig een revolutie die nog veel verder ging. Arnold Ruge hoorde in de Paulskirche bij hen.[19]

Ondanks de groepsvormingen waren er nog veel leden die niet bij een fractie hoorden en leden die van fractie veranderden, en de fracties stemden niet altijd als één blok. Het was al een vooruitgang wanneer een fractielid zich van stemmen onthield en niet tegen zijn groep stemde. Later hergroepeerden rechts en het centrum zich in een groot-Duitse richting en een klein-Duitse richting, die allebei links nodig hadden voor een meerderheid.
Buiten het Frankfurter Parlement kwam het tot ontwikkelingen in de parlementen van de enkele staten en tot buitenparlementaire bewegingen:
- De katholieken verenigden zich bijvoorbeeld in de Piusvereine für religiöse Freiheit, met ongeveer 100.000 leden; in augustus stuurden ze een petitie met 273.000 handtekeningen aan de Paulskirche om de rechten van de kerk te verdedigen. Na protest uit Rome zagen ze af van hun eisen tot het aanstellen van een Nationalprimas (voorzitter van de bisschoppen in Duitsland) en het oprichten van een Duitse synode. Belangrijker was het voor hen de kerk van overheidsinterventies vrij te waren.[21]
- De conservatieven zochten naar anti-revolutiestrategieën. In juli 1848 schaarden de hoogconservatieven zich achter de Neue Preußische Zeitung (bijgenaamd Kreuzzeitung). Er werden ook verenigingen van grootgrondbezitters en de protestantse kerk opgericht. Belangrijke steun kwam uit militaire kringen die aan de vorstenhoven nog veel invloed hadden. Binnen deze kringen rees de opvatting dat "tegen democraten alleen maar soldaten helpen".[22]
- Radicalen en democraten waren bang voor een contra-revolutie en wilden daarom de revolutie des te radicaler voortzetten. Mocht de Paulskirche niet slagen, dan wilde men een soort tijdelijk beperkte jakobijnse dictatuur met totalitaire trekken inrichten. In Frankfurt kwam in juni een congres van de democraten met twee honderd deelnemers tot stand die opriep democratisch-republikeinse verenigingen op te richten. In september brak er zelfs een radicale opstand in Frankfurt uit, waarbij twee conservatieve afgevaardigden werden gedood. Dit voorval hitste het centrum op tegen links en kwam uiteindelijk de conservatieven ten goede.[23]

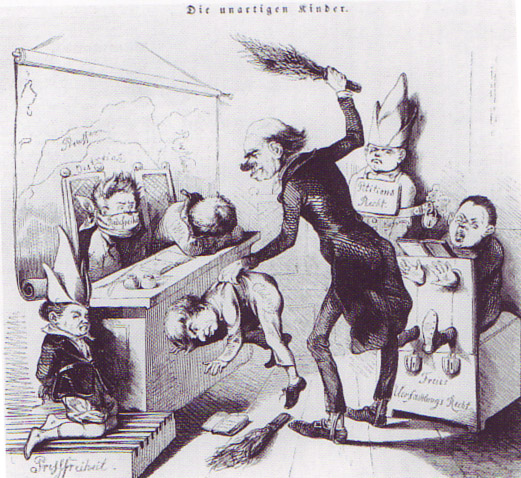
Voor een landkaart van Pruisen slaat de leraar kinderen die persvrijheid en petitierecht heten. Karikatuur over het neerslaan van de revolutie uit 1849.

In de vorm van arbeidersverenigingen bestonden al groepen die een verwoording van het "socialisme" voorstonden. Uit het revolutiejaar stamt bijvoorbeeld het Communistisch Manifest van Karl Marx. Deze groepen waren niet in de Paulskirche vertegenwoordigd, en konden toen nog niet duidelijk van het burgerlijk radicalisme worden onderscheiden.
Het Frankfurter Parlement en zijn meest liberale afgevaardigden konden de belangrijkste problemen van hun tijd niet oplossen. Het monopolie op geweld lag voortdurend in handen van de oude heren van het feodalisme en niet in die van de Frankfurter Rijksregering, die ook door het buitenland niet werd erkend. Onoplosbaar waren bovendien de problemen met nationaliteiten, vooral met betrekking tot de Denen, Polen en Tsjechen. Aan het einde van de revolutie trokken enkele staten hun afgevaardigden terug, anderen traden af. De rest, een door links gedomineerd Rumpfparlament, vergaderde nog tot juni in Stuttgart. Het kwam nog tot gevechten tussen linkse opstandelingen en (onder andere) Pruisische militairen. Vele democraten verlieten in die tijd Duitsland, waar de oude machten nu weer des te strenger regeerden.

### Partijen na 1849

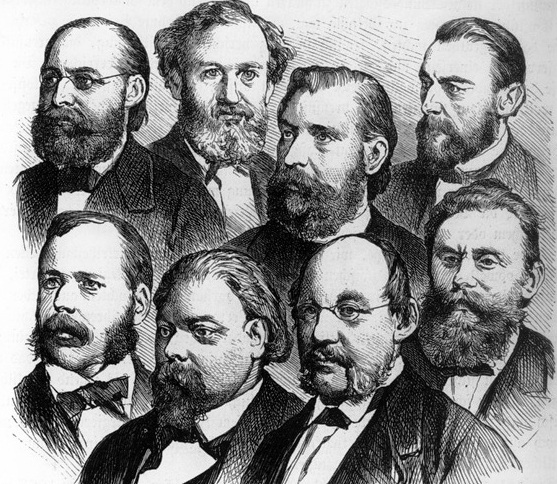
Leidende hoofden van de nationaal-liberalen in 1878

Het decennium dat volgde op de mislukte maartrevolutie wordt wel de "tijd van de reactie" (Reaktionszeit) genoemd. Politieke verenigingen waren verboden. Dit veranderde in het Koninkrijk Pruisen pas nadat Willem I in 1858 de zaken van zijn zieke broer had overgenomen.
De eerste Duitse partij met een vast partijprogramma was de in 1861 opgerichte liberale Deutsche Fortschrittspartei (Duitse Vooruitgangspartij). Ze streefde naar een Duitse nationale staat op democratische en parlementaire basis. Deze machtige groepering werd in 1867 in een linkse en een rechtse richting opgesplitst, als gevolg van het Pruisische conflict over de grondwet. Minister-president Otto von Bismarck had in 1862 zonder toestemming gehandeld, nadat het liberale parlement hem geen toestemming voor zijn militair budget had gegeven. Na de oorlog tussen Oostenrijk en Pruisen van 1866 vroeg Bismarck het parlement het budget achteraf toch goed te keuren; hooguit indirect gaf hij toe in strijd met de grondwet gehandeld te hebben. Terwijl de links-liberalen het aanbod tot verzoening afsloegen, aanvaardden de rechts-liberalen het en richtten in 1867 de Nationalliberale Partei op. De basis hiervan was klein-Duits, dus vóór een Duitsland onder leiding van Pruisen en zonder Oostenrijk. Ze werkte later meestal met de rijksregering samen.
Liberalen uit Zuid-Duitsland stichtten daarentegen de links-liberale Deutsche Volkspartei. Ze waren voor een groot-Duitse oplossing, dat wil zeggen voor een federalistisch Duitsland waar ook Oostenrijk deel van zou uitmaken. In de Rijksdag van de Noord-Duitse Bond van 1867 werkte de Deutsche Volkspartei ook samen met socialisten die eveneens anti-Pruisisch waren.
Ook de conservatieven hadden uiteenlopende meningen over Bismarcks manier van politiek bedrijven. De oudconservatieven beriepen zich op de oude rechten van de vorsten en veroordeelden daarom het feit dat Pruisen bepaalde gebieden zoals het oude Koninkrijk Hannover had geannexeerd en de prominenten daar afgezet. De vrijconservatieven (sinds 1866/1867, later op federaal niveau Deutsche Reichspartei), steunden echter Bismarck.

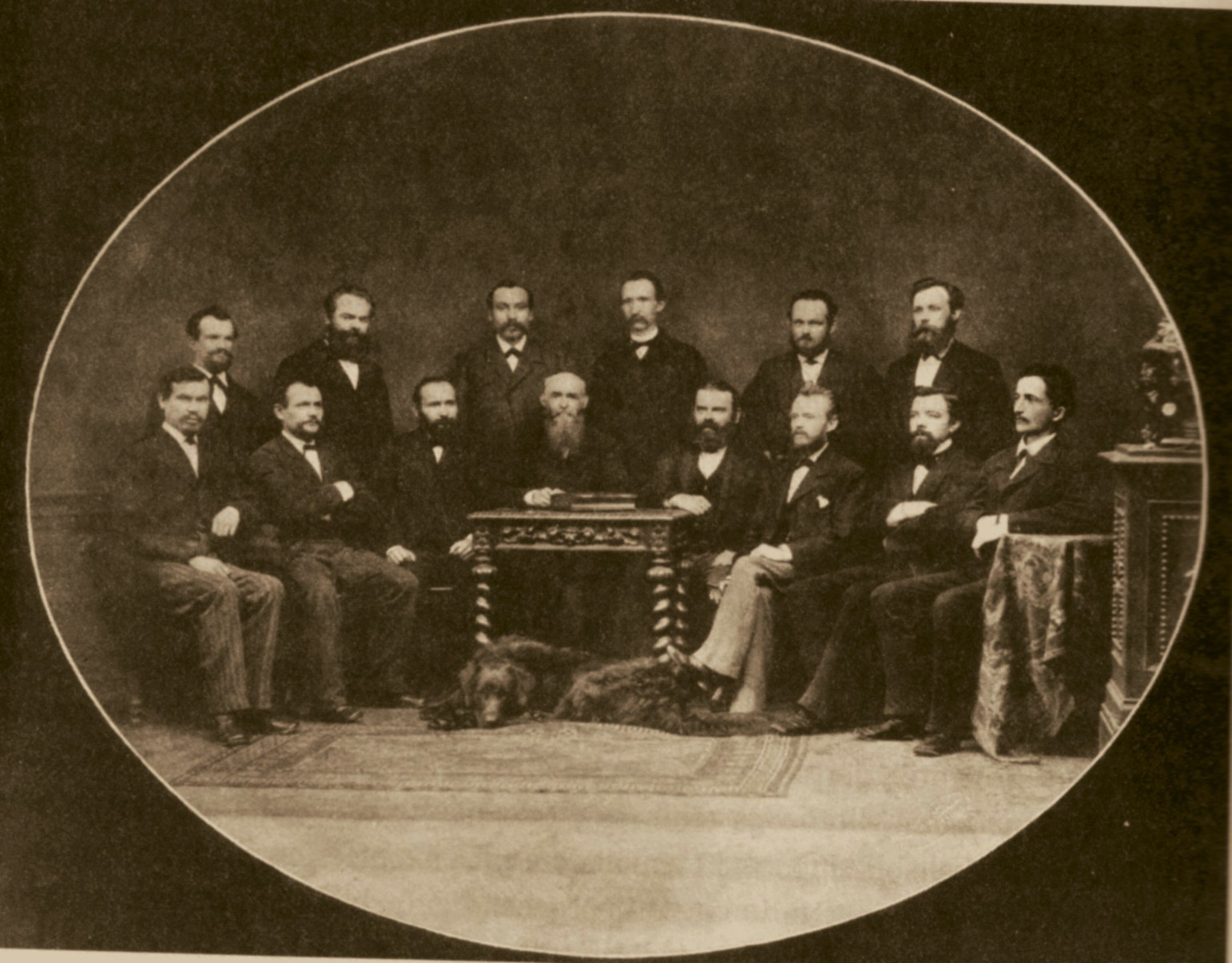
Bestuur van de socialistische ADAV in 1863

In 1863 werd in Leipzig de Allgemeiner Deutscher Arbeiterverein (ADAV) opgericht, de eerste voorloper van de Sozialdemokratische Partei Deutschlands. De voornaamste initiatiefnemer en voorzitter was Ferdinand Lassalle uit Breslau (het huidige Wrocław). De belangrijkste vijanden waren volgens hem de liberalen die de revolutie van 1848 hadden verraden. Toen hij een jaar later stierf had de vereniging maar 4600 leden en toch al een centralistische organisatie.
In 1869 ontstond de marxistische Sozialdemokratische Arbeiterpartei (SDAP) op initiatief van Wilhelm Liebknecht en August Bebel, die concurrenten van de ADAV was. De partij was eerder actief in Saksen, Beieren en andere gebieden buiten Pruisen en daarom groot-Duits, terwijl de ADAV een tactische samenwerking met de Pruisische regering niet afkeurde. In 1875 verenigden zich beide partijen in Gotha tot de Sozialistische Arbeiterpartei Deutschlands. Sinds 1891 heeft ze de huidige naam, Sozialdemokratische Partei Deutschlands (SPD).
In 1870 kwam de katholieke partij "Zentrum" tot stand, die haar naam dankte aan het feit dat de katholieke afgevaardigden in het parlement tussen de liberalen (links) en de conservatieven (rechts) in zaten. Het Zentrum staat sindsdien bekend als de eerste Duitse "Volkspartei", omdat de kiezers afkomstig waren uit alle lagen van de maatschappij. De partij scoorde decennialang ongeveer 10-20 procent bij verkiezingen, ofschoon de katholieken 30-40 procent van de totale Duitse bevolking uitmaakten.

## Keizerrijk 1871-1918

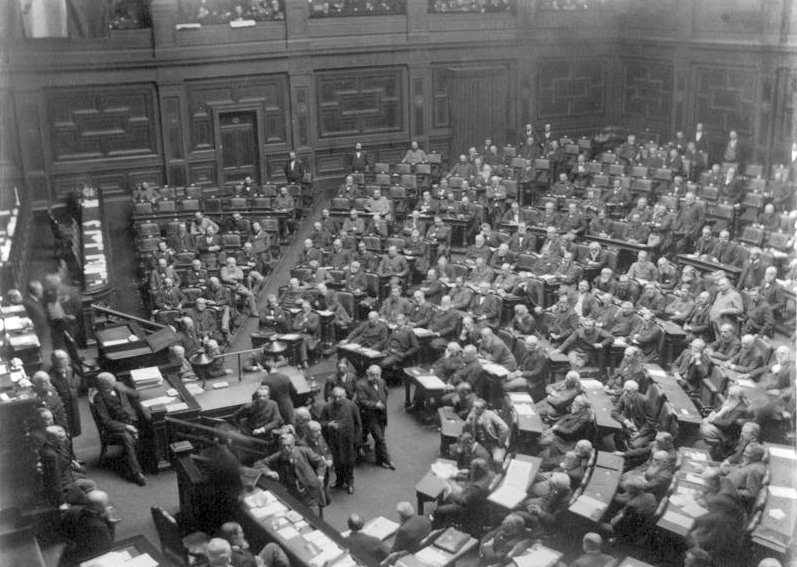
Plenaire vergadering van de Rijksdag, 1889

Al in de Noord-Duitse Bond sinds 1867, dan in het Duitse Keizerrijk sinds 1871 was de Rijksdag (het parlement) een belangrijk orgaan. De partijen konden mee beslissen over de wetgeving, de regering werd wel door de keizer ingezet. De rol van de Rijksdag en daarmee ook van de partijen was verder beperkt door het federalisme, door de sterkte van Pruisen in de Bondsraad en door bepalingen met betrekking tot het budget en de beslissingen over het militair.
De partijen van de jaren 1860 bestonden in het Keizerrijk in principe voort. Eerst waren de nationaal-liberalen de grootste fractie in het parlement, dan vanaf de jaren 1880 de katholieken en in 1912 de sociaaldemocraten. In 1878-1890 waren de sociaaldemocratische organisaties verboden, wel mochten hun kandidaten aan verkiezingen deelnemen. Het verbod door de Sozialistengesetze heeft de sociaaldemocratische vooruitgang aan de stembus niet belemmerd. De links-liberalen, oftewel die liberalen die niet tot de nationaal-liberalen hoorden, waren tijdelijk over drie verschillende partijen verdeeld.
Erbij kwam onder meer de Christlich-soziale Arbeiterpartei van 1878 die als de eerste antisemitisme in haar partijprogramma opnam. Behalve deze partij veroverden nog enkele andere antisemitische partijen zetels, maar verkregen nooit politieke invloed.
In het parlement waren er ook steeds afgevaardigden die tot regionale partijen of minderheden behoorden. Samen telden ze ruim tien procent van de Rijksdagleden. De Elsässer waren het grote merendeel van de afgevaardigden uit Elzas-Lotharingen die in principe dicht bij het Zentrum stonden. Hetzelfde geldt voor de meeste Poolse afgevaardigden. Verder zaten in de Rijksdag enkele Denen. Deze drie groepen verdwenen na 1918 uit het parlement, naarmate van de gebiedsverliezen na de Eerste Wereldoorlog. Ook na 1918 bestond nog de Deutsch-Hannoversche Partei die in 1869/1870 was ontstaan, nadat Pruisen het Koninkrijk Hannover had geannexeerd.

### Verkiezingen

De kaart toont hoe de 397 kiesdiscricten in 1912 hebben gekozen. De sociaaldemocraten, de winnaars van deze verkiezingen, hadden hun zekere kiesdistricten (Hochburgen, bolwerken) vooral in het midden van Duitsland en in de grote steden.

Het kiesrecht verschilde per deelstaat. Pruisen had bijvoorbeeld tot 1918 een censuskiesrecht (hoe meer belastingen iemand betaalde, des te meer gold zijn stem). Maar de verkiezingen voor de Rijksdag verliepen volgens een algemeen kiesrecht, hetgeen toen heel bijzonder was in Europa. Stemmen mochten in principe alle mannen vanaf 25 jaar, de stemopkomst was (behalve aan het begin van het Keizerrijk) zeer hoog. Omdat er tot 1906 geen onkostenvergoeding (Diäten) was waren de sociaaldemocraten benadeeld: hun vertegenwoordigers stamden meestal uit de lage klassen. De afgevaardigden hadden vaak een baan bij de partij of waren redacteur van een partijkrant, wat een sterke band met hun eigen partijen schiep.
De stemming verliep volgens een meerderheidsstelsel in kiesdistricten voor elk één zetel. De parlementszetel won de kandidaat die in de eerste stemronde de absolute meerderheid (méér dan vijftig procent) van de stemmen verwierf. Indien geen enkele kandidaat een absolute meerderheid haalde, dan vond tien tot veertien dagen later een tweede stemronde (Stichwahl) plaats tussen de twee kandidaten die de meeste stemmen in de eerste ronde hadden gehaald.

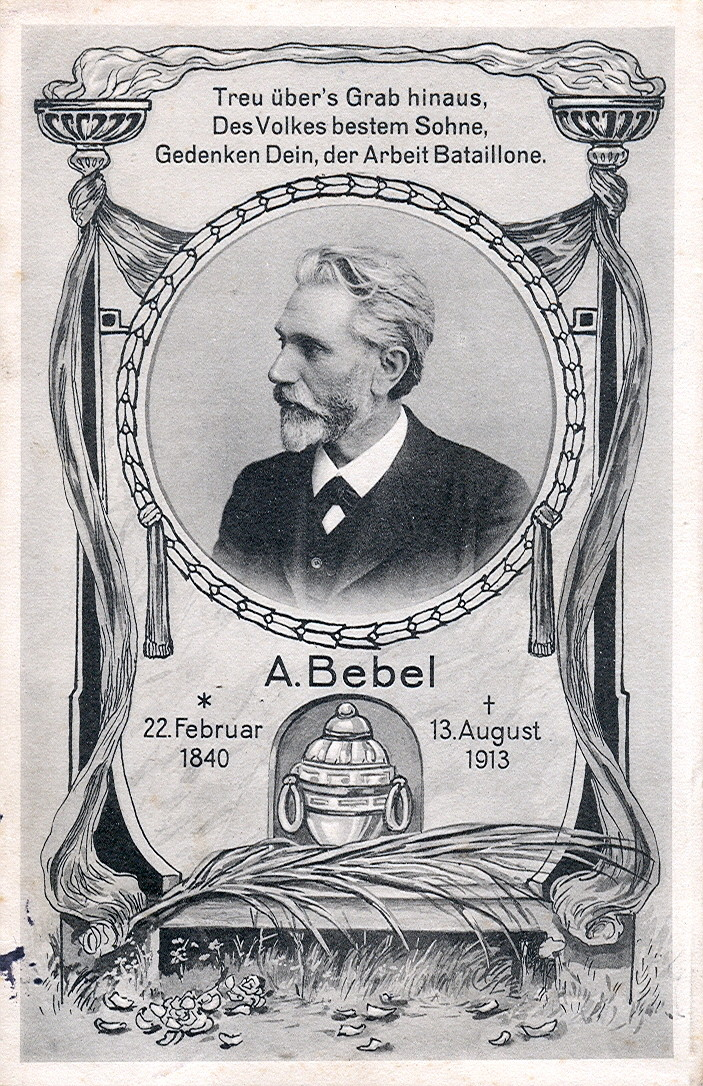
Ansichtkaart ter gelegenheid van de dood van August Bebel, de Arbeiterkaiser, 1913. Voor de sociaaldemocratische activisten was de sociaaldemocratie meer dan gewoon een belangenvertegenwoordiging.

Zoals gebruikelijk bij het meerderheidsstelsel kwam het tot grote verschillen tussen het aandeel stemmen en het aandeel zetels voor een partij. Deze discrepantie werd nog eens versterkt door het tactische samenwerken van partijen: vaak sloten zich in een kiesdistrict de burgerlijke partijen samen om te voorkomen dat een sociaaldemocraat won. Daarvan profiteerden vooral de liberalen.
Een andere belangrijke factor voor de sterkte van partijen in het parlement was de indeling van de kiesdistricten, die nooit werd aangepast aan de demografische veranderingen, bijvoorbeeld migratiestromen binnen de grenzen van Duitsland. Dat benadeelde het stedelijke tegenover het rurale Duitsland, ofwel links-liberalen en sociaaldemocraten in tegenstelling tot conservatieven en Zentrum.
De partijen stelden alleen kandidaten op in kieskringen waar ze een kans maakten. Zo vormden de oudconservatieven een vrijwel uitsluitend Oost-Duitse partij, en het Zentrum trad alleen daar aan waar katholieken woonden. Echt bovenregionaal was alleen de SPD die vanaf 1890 bijna overal een kandidaat had. Daarmee mobiliseerde ze haar achterban, gaf haar aanhangers de kans om overal op haar te stemmen en kon ze later op het grote verschil tussen stemmen en zetels wijzen.

### Organisatie van partijen
Partij zijn betekende tot de jaren 1880 vooral ondersteuning geven aan een parlementaire groep. Dit was belangrijk in verkiezingstijd, tussen de verkiezingen bestond er in het begin nog nauwelijks een organisatie. Men had geen lidmaatschap, behalve misschien van een vereniging die dicht bij een bepaalde partij stond. Het Zentrum kon verzekerd zijn van de steun van de kerk, de conservatieven van de bureaucratie en de grootgrondbezitters. De liberalen moesten vaak helpers voor de campagne nieuw zoeken.
Mettertijd ontstond via de plaatselijke kiescomités een soort continuïteit van de ene verkiezing naar de andere. Deze comités vervingen tot 1899, toen politieke verenigingen nog verboden waren, moderne partijen. Ongeveer in deze tijd ontstonden meer en meer groepen in de maatschappij, met nieuwe (veelal economische) eisen. De kiezers waren vaker werknemers in plaats van zelfstandige ambachtslieden en boeren. De maatschappij, inclusief de onderlagen, was sterker in de politiek geïnteresseerd. De partijorganisaties werden ook opgericht om populisten (bijvoorbeeld de antisemieten) het hoofd te bieden. Verkiezingscampagnes duurden langer en werden duurder.
In het bijzonder de sociaaldemocraten stonden de nieuwe vormen van organisatie en kiezersmobilisatie voor. De andere partijen moesten daarop reageren, vooral de liberalen, terwijl de conservatieven en katholieken nog eerder hun steun in kerkelijke structuren en verenigingen hadden. Het type van de Honoratiorenpartei (notabelenpartij) bleef dominerend. De centrale organisaties beschikten over weinig geld. Donaties gingen meestal naar de lokale organisaties en kandidaten.

### Onmacht van de partijen

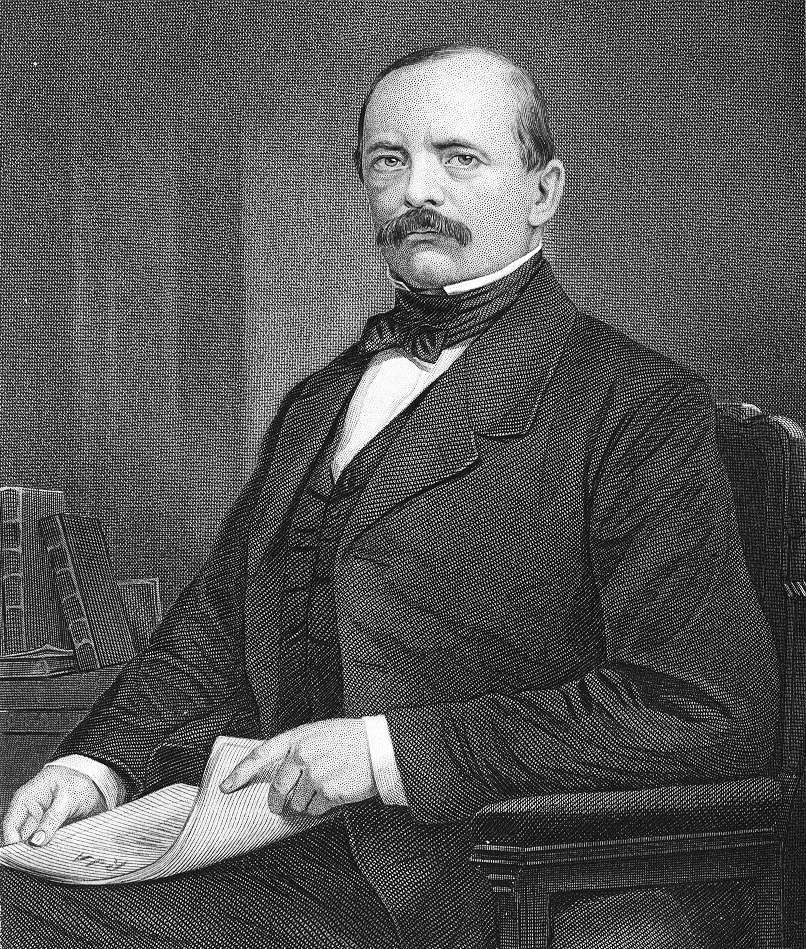
De partijloze Otto von Bismarck, rijkskanselier van 1871 tot 1890. Pas in 1917 was de rijkskanselier lid van een partij.

Volgens de grondwet van het Keizerrijk had het parlement officieel geen invloed op de vorming van de regering. Toch hadden de partijen in het parlement de machtsvraag kunnen stellen, namelijk door een regeringsleider (kanselier) te eisen die het vertrouwen van het parlement genoot, en anders te dreigen de wetgeving te zullen blokkeren. Dit gebeurde niet, onder meer doordat de partijen het onderling vaak niet eens waren. Liberalen en katholieken stonden tegenover elkaar in maatschappelijke en culturele kwesties. Beiden waren tegen de sociaaldemocraten in economisch opzicht. Vanwege het algemeen kiesrecht en de industrialisatie waren de sociaaldemocraten in Duitsland sterker in het parlement vertegenwoordigd dan in de meeste andere landen het geval was.
Al in 1890 hadden sociaaldemocraten, links-liberalen en katholieken, de latere "partijen van Weimar", in theorie een meerderheid in de Rijksdag. Na de verkiezingen van 1912, toen de sociaaldemocratische de grootste fractie werd, werd het steeds moeilijker voor de conservatieve krachten om het systeem in stand te houden.

### Eerste Wereldoorlog 1914-1918 en Novemberrevolutie
Aan het begin van de Eerste Wereldoorlog bood keizer Wilhelm II de partijen aan om binnenlandse ruzies uit te stellen (Burgfrieden). De natie moest gezamenlijk vechten, en zij verwachtte dat de partijen in de Rijksdag de oorlogskredieten toe zouden staan. Alleen een zeer klein deel van de SPD rond Karl Liebknecht verzette zich hiertegen, wat de kiem van de Unabhängige Sozialdemokratische Partei Deutschlands (USPD) in 1917; de SPD zelf werd voor een overgangsperiode ook MSPD (met M voor meerderheid) werd genoemd.
Op 6 juli 1917 richtten MSPD, links-liberalen (FVP) en Zentrum een interfraktioneller Ausschuss op. Dit was een comité van Rijksdagfracties. Ze eisten een vredesakkoord op basis van overleg zonder gebiedsuitbreidingen en meer invloed van het parlement. Ook linkse leden van de nationaal-liberalen, zoals Gustav Stresemann, stonden een Parlamentarisierung van het politieke stelsel voor maar eisten tegelijkertijd gebiedsuitbreidingen. In datzelfde jaar werd zelfs een politicus van de rechtervleugel van het Zentrum rijkskanselier. Toch bleef de regering in een zwakke positie ten opzichte van de Rijksdag aan de ene kant en de legerleiding die de steun van de keizer genoot aan de andere.
Op 29 september 1918 lichtte de legerleiding de keizer en de rijkskanselier in over de slecht uitziende militaire situatie. Ze wilde dat de regering op parlementaire basis zou werken, zodat er waarschijnlijk een gunstiger vredesakkoord via de VS te bereiken was. Op die manier zouden alleen de democratische partijen zich voor de naderende capitulatie en de gevolgen hiervan moeten verantwoorden.
De inlichting was een grote schrik voor de regering en later voor de partijleiders. Toch gingen de meerderheidspartijen ermee akkoord regeringsverantwoordelijkheid te nemen. Omdat rijkskanselier Hertling de Parlamentarisierung afkeurde, benoemde de keizer op 3 oktober prins Max von Baden. In het kabinet-Baden zaten voor de eerste keer ook sociaaldemocraten.
Als gevolg van de grondwetsherzieningen van oktober 1918 moest de rijkskanselier in de toekomst ook het vertrouwen van de Rijksdag hebben. Door deze stap werd uit de konstitutionelle Monarchie een parlamentarische Monarchie. Volgens de SPD-leiders waren daarmee de belangrijkste eisen van de partij wat de grondwet betrof vervuld. Na het aftreden van de keizer op 9 november ging Duitsland echter de richting in van een republiek. De nieuwe, republikeinse grondwet kwam op 11 augustus 1919 tot stand.

## Weimarrepubliek

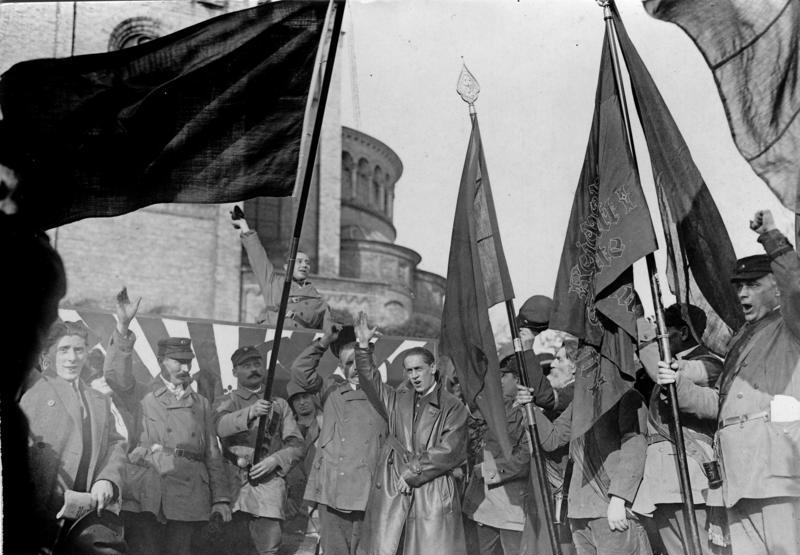
Militarisering van de binnenlandse politiek: Om hun samenkomsten tegen rechts- en links-radicalen te beschermen stichtten de democratische partijen het Reichsbanner Schwarz-Rot-Gold. Hier een gebeurtenis in 1924 in Potsdam.

### Voorwaarden
De politieke partijen in de Weimarrepubliek verschilden niet wezenlijk van die in het Keizerrijk, doordat hun sociaal-morele milieus bleven bestaan. Daarmee zijn maatschappelijke groeperingen bedoeld die gebaseerd zijn op godsdienst, tradities, bezit, opleiding of cultuur. Analoog aan de verzuiling in Nederland kon het sociaal milieu in een conservatief, een katholiek, een burgerlijk-protestants en een socialistisch-proletarisch deel worden gesplitst.
Er kwamen nieuwe partijen bij, die autoritair optraden en aanspraak maakten op het politieke leiderschap. De radicaal linkse vleugel van de SPD vond zich uiteindelijk, via de USPD, terug in de communistische KPD. De rechts-radicale Nationalsozialistische Deutsche Arbeiterpartei (NSDAP) had haar ideologische voorlopers in de antisemitische partijen en pangermaanse kringen van het Duitse Keizerrijk.
In de Weimarrepubliek hadden de partijen niet alleen de taak om voor parlementsleden te zorgen maar ook voor regeringsleden. Zeker vanwege de moeilijke binnen- en buitenlandse situatie van Duitsland vonden de partijen het lastig om regeringen met een parlementaire meerderheid te vormen en verantwoordelijkheid over te nemen.

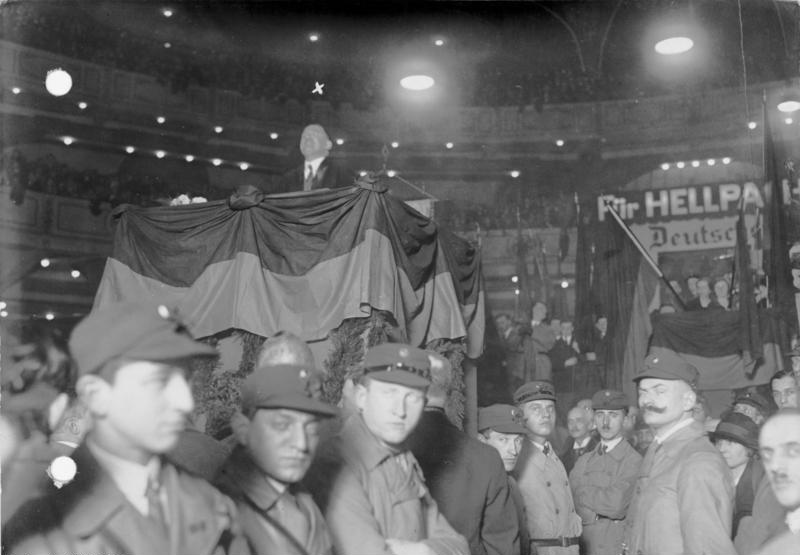
De sociaalpsycholoog Willy Hellpach, presidentschapskandidaat voor de links-liberale DDP in 1925

Vaak wordt beweerd dat het kiessysteem van Weimar tot een versplintering van de partijen zou hebben geleid, een stelsel dat gekenmerkt werd door een grote verscheidenheid aan partijen. In werkelijkheid bleef het veelpartijenstelsel van het Keizerrijk bestaan; er waren voortdurend ongeveer tien tot 15 partijen in de Rijksdag, waarvan slechts een handvol echt relevant was. Extreem veel partijen zaten wel in de Rijksdagen die in 1928 en 1930 werden gekozen.
Het was echter niet de grote hoeveelheid kleine partijen maar de sterkte van de extremistische partijen (vooral KPD en NSDAP). die de republiek uiteindelijk fataal werd. Dit geldt in het bijzonder voor de periode vanaf de economische wereldcrisis in 1929, toen het partijenstelsel radicaal veranderde: zij die van oudsher op de conservatieve en liberale partijen hadden gestemd liepen nu grotendeels over naar de NSDAP.
Van groot belang voor de organisatie van partijen was het kiesrecht op basis van de evenredige vertegenwoordiging. Voor de telling van de stemmen maakte de regionale verdeling nauwelijks meer iets uit. Nu loonde het bijvoorbeeld voor de conservatieven om ook buiten het Oosten actief verkiezingscampagne te voeren. Vanwege haar betere organisatie in het gehele rijk was vooral de SPD en gedeeltelijk de links-liberale DDP in het begin in het voordeel. Stembusakkoorden verloren hun betekenis, behalve bij de verkiezingen voor de Rijkspresident. In 1919 mochten voor het eerst in de Duitse geschiedenis de vrouwen mee stemmen.

### Ontwikkeling van de partijen

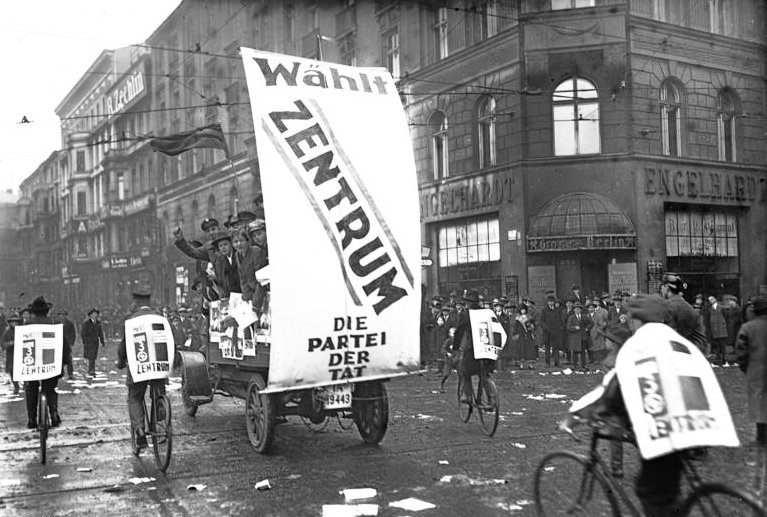
Reclame voor het Zentrum, rijksdagverkiezingen 1930

De SPD was in de tijd van de Weimarrepubliek de grootste partij, ondanks haar verliezen aan de linkerkant van het politieke spectrum. De USPD viel in 1922 uit elkaar, een deel ging terug naar de SPD, een ander deel naar de KPD die daardoor een echte massa-aanhang kreeg. De SPD had tussen twintig en dertig procent van de stemmen, maar was vanaf 1923 meestal niet meer in de regering vertegenwoordigd.
De KPD beschouwde zich als een deel van de communistische wereldbeweging, maar kende in de jaren 1920 veel heftige interne ruzies. Volgens communismedeskundige Hermann Weber oriënteerde de partij zich vanaf 1924 volledig op Jozef Stalin. Er waren toen 16 leden van het opperste partijorgaan, waarvan er in 1929 nog maar twee hun ambt uitoefenden, Ernst Thälmann en de in 1939 in de Sovjet-Unie terechtgestelde Hermann Remmele. De "ultralinkse" politiek van de KPD heeft volgens Weber wezenlijk bijgedragen aan de ondergang van de Weimarrepubliek. Bij de rijksdagverkiezingen kwam de KDP uit op ongeveer tien procent, in 1932 was dit bijna 17 procent.
De liberalen wilden aanvankelijk in 1918 een gezamenlijke grote volkspartij stichten. Maar geschillen over personen en inhoud leidden ertoe dat de oude scheiding bleef bestaan:
- De links-liberalen en een deel van de rechts-liberalen werkten samen in de Deutsche Demokratische Partei (DDP). In 1930 hernoemde ze zich naar Deutsche Staatspartei. De partij had de steun van kleine zakenlui, intellectuelen, docenten en zelfs gematigde vakbondmensen. Leiders van de DDP waren de vroeg overleden Friedrich Naumann en later bijvoorbeeld Eugen Schiffer. Ook Theodor Heuss, de eerste Bondspresident (1949-1959), was lid van die partij.
- De rechts-liberalen, vaak industriëlen, hoge ambtenaren of andere mensen uit de gegoede burgerij, zaten in de Deutsche Volkspartei. Na de mislukte fusie van november 1918 werd de partij pas in december opgericht en had ze iets langer nodig dan de DDP om haar plek in het nieuwe systeem te vinden. De grote figuur in de DVP was Gustav Stresemann.

Tussen 1920 en 1931 waren beide liberale partijen bijna voortdurend in de rijksregering vertegenwoordigd. Waren DDP en DVP in 1919 samen nog goed voor 23 procent bij de landelijke verkiezingen, in november 1932 was dit verminderd tot 2,9 procent. Een teloorgang van liberale partijen vond ook in andere landen plaats, zij het minder drastisch.

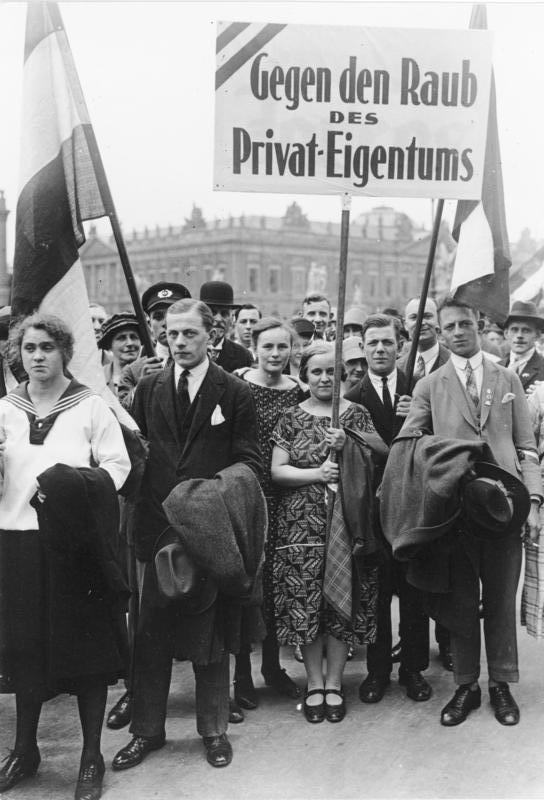
Duits-Nationalen demonstreren tegen het referendum over de onteigening van de vorsten van KPD en SPD in 1926.

Het Zentrum bleef de partij van de katholieken, ofschoon in 1919 een poging was gedaan er een volkspartij voor alle christenen van te maken. Zoals alle partijen leed het Zentrum onder de conflicten tussen een linker- en een rechtervleugel. Typerend voor de partij waren in de tijd van Weimar zeer constante verkiezingsuitslagen van ongeveer elf tot dertien procent. Samen met de Beierse afsplitsing Bayerische Volkspartei komt men op de sterkte van het Zentrum vóór 1918. Wel was de BVP duidelijk rechtser georiënteerd dan het Zentrum; zo werkte deze partij bijvoorbeeld bij de verkiezingen van de Rijkspresident van 1925 tegen de Zentrum-kandidaat Wilhelm Marx.
Conservatieven, rechtse nationaal-liberalen, antisemiten en enkele andere groeperingen vonden elkaar vanaf 1919 in de Deutsch-Nationale Volkspartei (DNVP). Ze kon de verloren oorlog en de nieuwe situatie het slechtst verwerken en werkte maar kort in de rijksregeringen mee. Ze nam dus de rol van een brede burgerlijke rechtspartij binnen het parlementair stelsel niet aan. Al in 1922 verloor ze radicaal-antisemitische leden aan de Deutsch-Völkische Freiheitspartei, die tijdelijk met de NSDAP samenwerkte in de Nationaalsocialistische Vrijheidsbeweging.
Bij belangrijke afstemmingen in de Rijksdag (zoals in 1924 over het Dawesplan) stemde ruim de helft van de DNVP-afgevaardigden voor het regeringsvoorstel. Dit leidde tot hevige conflicten tussen gematigden en radicalen binnen de partij. Van 1928 tot 1930 verloor de partij de helft van haar afgevaardigden en stemmen, en kleinere partijen zoals de volksconservatieven splitsten zich af. De DNVP haalde tussen zeven en vijftien procent van de stemmen, met uitzondering van de twee rijksdagverkiezingen van 1924 toen ze op ruim twintig procent uitkwam.

## NSDAP en Derde Rijk 1933-1945

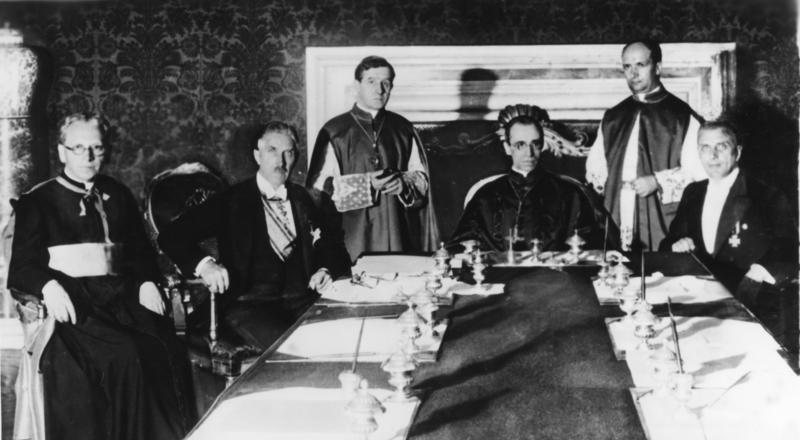
Rijkskonkordaat, juli 1933, met links de Zentrum-voorzitter Ludwig Kaas. Het konkordaat, een overeenkomst van de NS-overheid met de Vaticaan, verbod bijvoorbeeld dat de katholieke geestelijken in een politieke partij actief waren. De kerk dacht dat ze zich op die manier met het regime zou kunnen arrangeren.

Na de Eerste Wereldoorlog waren vele rechts-radicale splintergroepen ontstaan. Een daarvan was de Deutsche Arbeiterpartei van januari 1919 waarbij zich nog in hetzelfde jaar Adolf Hitler aansloot. In 1921 werd hij de voorzitter van de inmiddels in Nationalsozialistische Deutsche Arbeiterpartei herdoopte partij. Ze was streng autoritair georganiseerd en leefde vooral van negatieve uitspraken: tegen de democratie, tegen het Verdrag van Versailles, tegen de kapitalistische economie en tegen andere rassen en de joden.

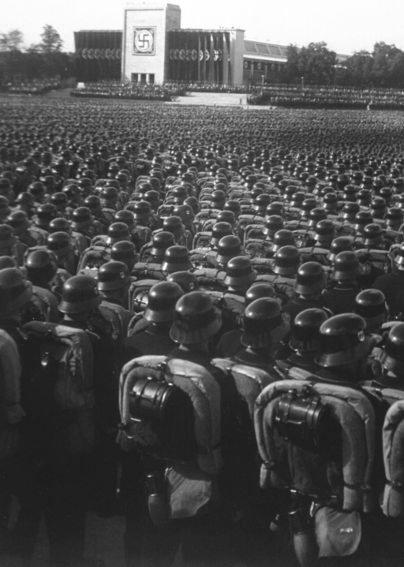
Partijcongres van de NSDAP in 1935

Na zijn mislukte staatsgreep van 1923 deed Hitler zijn best om zijn politiek een legale façade te geven. Hem kwam de economische wereldcrisis van 1929 ten goede, en in het bijzonder het feit dat bepaalde conservatieve politici zoals de rijkskanseliers Heinrich Brüning, Kurt von Schleicher en (het langst) Franz von Papen ernaar streefden de staat een meer autoritair karakter te geven. Ze dachten dat ze Hitler als marionet voor hun eigen doeleinden konden gebruiken, en daarom werd ook de NSDAP niet verboden. In januari 1933 kwam er een coalitieregering van NSDAP en DNVP tot stand.
Binnen enkele maanden vestigde Hitler zijn dictatuur. Alle partijen (behalve de NSDAP) werden of verboden, of ze moesten zich ontbinden. Op 22 juni 1933 werd de SPD verboden, op 27 juni volgde de ontbinding van de DNVP en de DVP en op 4 juli die van de BVP. Op 14 juli trad de wet tegen de oprichting van partijen in werking. KPD en SPD hadden organisaties in ballingschap.
Tijdens het nationaalsocialisme (1933 tot 1945) werd de NSDAP door Hitlers plaatsvervanger Martin Bormann bestuurd. Nadat Hitler rijkskanselier was geworden nam het ledenaantal snel toe, zodat er tot 1937 een ledenstop kwam. De NSDAP kreeg uiteindelijk meer dan zes miljoen leden. Nog meer mensen waren geworven via de talrijke andere nationaalsocialistische organisaties zoals de Hitler-Jugend. De partij had geen eigen machtspositie binnen Hitlers dictatuur, maar was wel belangrijk voor de sociale controle.

## Gedeeld Duitsland 1945-1990

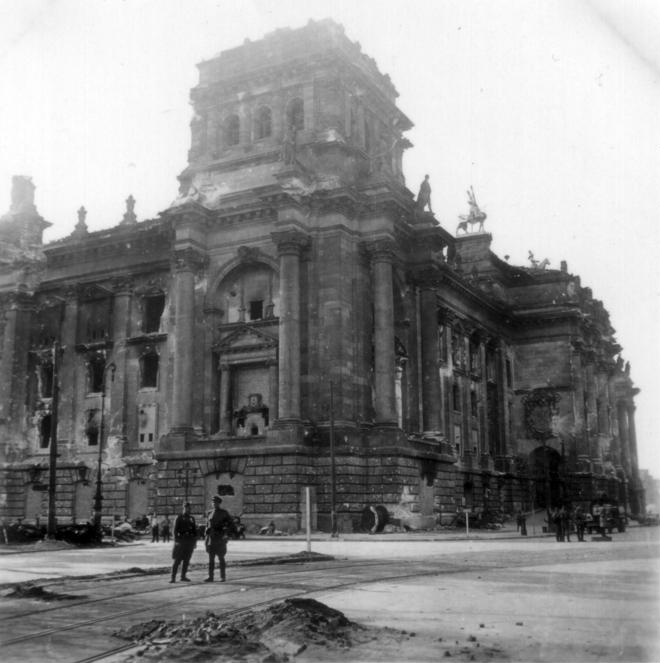
Sovjetische soldaten in mei 1945 voor het (in 1933 uitgebrande) Rijksdaggebouw in Berlijn

Sinds de bezetting door de vier grootmachten onder de geallieerden in 1945 was het resterende deel van Duitsland in vier bezettingszones verdeeld. De wederopbouw van partijen gebeurde in het begin op lokaal niveau en binnen een van de afzondelijke zones. Afgezien van het feit dat de Duitsers de zonegrenzen niet vrij mochten oversteken, moest een partij (tot 1950) een licentie van de bezettingsmacht hebben. In verschillende deelstaten en zones kregen soms verschillende partijen een licentie. Organisaties van vluchtelingen waren verboden.
Verboden waren ook de NSDAP en haar opvolgende organisaties. Voormalige leden van de NSDAP vonden onderdak in alle partijen. Dit werd en wordt aan de ene kant kritisch gezien, als moreel falen van de partijen. Aan de andere kant werd een groot aantal mensen in de democratie geïntegreerd. Een relevante politieke invloed in vorm van een infiltratie was er alleen in het geval van de liberale FDP, vooral in de jaren 1950 in Noordrijn-Westfalen ("Naumann-Kreis"). Daar moest in 1953 zelfs de Britse bezetter ingrijpen.
Slechts vier partijen werden in alle vier de bezettingszones toegestaan:
- Kommunistische Partei Deutschlands (KPD), die ondanks haar gematigde programma eenzijdig de Sovjet-bezetter steunde
- Sozialdemokratische Partei Deutschlands (SPD)
- Christlich-Demokratische Union (CDU), een nieuwe burgerlijke centrumrechtse partij
- Freie Demokratische Partei (FDP), die links- en rechts-liberalen verenigde en in de enkele deelstaten vaak onder een andere naam optrad

Over het algemeen werden de partijen opgericht door mensen die al vóór 1933 politieke ervaring hadden opgedaan. Ondanks de gebeurtenissen van vóór, tijdens en na de Tweede Wereldoorlog bleven oude structuren en tradities bestaan. Wel gingen de Oostgebieden, die eerder bolwerken van de conservatieven waren geweest, door annexatie verloren.

### Partijen in de SBZ en de DDR

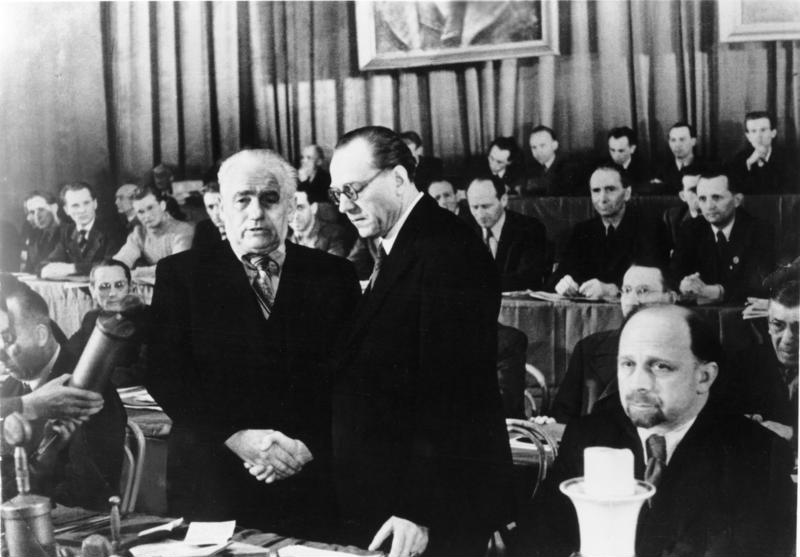
Berlijn 1945, van links: De voormalige KPD-voorzitter Wilhelm Pieck (links) geeft de voormalige voorzitter van de SPD, Otto Grotewohl, de hand. Walter Ulbricht (zittend), eerste secretaris van de nieuwe SED en de eigenlijke politieke leider.

De Sovjet-bezettingsmacht liet als eerste politieke partijen toe, al in juni 1945. Ze hoopte hiermee dat ze aan de partijen in haar zone een voorsprong kon geven tegenover de partijen in andere zones. Verder was het de bedoeling dat de partijcentrales in centraal Berlijn (in de oost-sector van de stad) als centrales voor geheel Duitsland erkend zouden worden.
De Sovjet Militaire Administratie (SMAD) wilde wel ook met de andere tegenstanders van Hitler samenwerken, volgens Hermann Weber, maar alleen de Duitse communisten gingen akkoord om zonder voorwaarden de politiek van Stalin te volgen. De SMAD zette de communisten in beslissende posities in de administratie binnen de zone. De KPD, opgericht in de Sovjetzone op 11 juni 1945, maakte een zeer gematigde indruk. Ook in juni of juli werden de SPD, de CDU en de liberale LDPD opgericht.
Ofschoon er in de SPD en de KPD aanvankelijk stromingen waren die op een fusie doelden, wilde de SMAD eerst een volledige stalinisatie van de KPD. Nadat de SPD in de loop van 1945 de represailles van de SMAD had meegemaakt, koelde haar interesse in een fusie duidelijk af. Uiteindelijk werden de sociaaldemocraten gedwongen om in april 1946 in een gezamenlijke partij met de communisten op te gaan: de Sozialistische Einheitspartei Deutschlands (SED). Zeker vanaf 1948 werd de SED volledig door de communisten gedomineerd.
Bij de deelstaatverkiezingen in oktober 1946 in de Sovjetzone had de SED nog niet het beslissende succes dat de Sovjet-Unie had verwacht. Om de burgerlijke partijen CDU en SED te verzwakken liet de SMAD in 1948 twee nieuwe partijen oprichten: de Demokratische Bauernpartei Deutschlands (DBD) en de Nationaldemokratische Partei Deutschlands (NDPD). Allebei waren volledig onder controle van de SED. Hetzelfde gold voor de zogeheten "massa-organisaties" zoals de vakbonden en de jongerenvereniging die ook in de parlementen vertegenwoordigd waren.
Verder verzekerden SMAD en SED zich van hun macht door invloed op CDU en LDPD uit te oefenen, hun leiders af te zetten of een pro-communistische koers af te dwingen. Bij verkiezingen bestonden alleen nog "eenheidslijsten". Dat betekende dat er maar één lijst was en dat van tevoren bepaald was welke partij hoeveel zetels kreeg. De DDR-grondwet zei zelfs nadrukkelijk (sinds 1968) dat de SED de politieke leiding had.

### Oprichting van de Bondsrepubliek

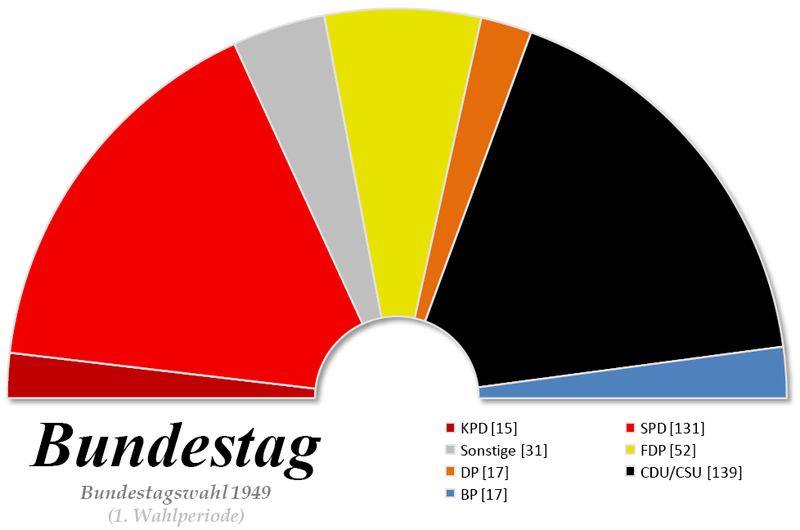
Vanwege het groot aantal van partijen in de eerste Bondsdag wordt de eerste Bondsdagverkiezing (1949) ook de laatste Weimarse verkiezing genoemd.

In de westelijke bezettingszones werden de partijen iets later toegelaten dan in de Sovjetzone. De Franse zone volgde hierin als laatste. Dankzij de samenvoeging van de Britse en de Amerikaanse zone in 1947 konden ook de partijen meer op interzonaal niveau samenwerken.
De Duitse Grondwet van mei 1949 vermeldt de politieke partijen als invloedhebbenden bij de vorming van politieke opvattingen. De grondwet erkende dat in een moderne staatsvorm de partijen een grote rol spelen, als onderdeel van een langere ontwikkeling. Partijen moeten volgens de grondwet democratisch georganiseerd zijn en openbaar rekenschap over de herkomst van hun middelen afleggen. Sinds 1967 bestaat ook de al door de grondwet geëiste wet over de partijen.
De westerse sociaaldemocraten, die onder leiding stonden van hun in Hannover wonachtige leider Kurt Schumacher, verzetten zich tegen de incorporatie door de communisten. De CDU kon zich in bijna alle deelstaten als een brede verzamelbeweging van christenen, conservatieven, nationaal denkenden, maar ook liberalen handhaven. Sinds 1950 bestaat de partij ook officieel op federaal niveau. In Beieren bestaat de zelfstandige partij CSU, die op federaal niveau met de CDU samenwerkt. De West-liberalen probeerden nog in 1947/1948 samen met de liberalen van het Oosten een partij op te richten, maar zonder succes.

### Diversiteit in de jonge Bondsrepubliek tot 1961
Bij de eerste Bondsdagverkiezingen, in 1949, lukte het nog tien partijen en drie onafhankelijken zetels te veroveren (CDU en CSU, de Union, als één partij geteld). Behalve de ongeveer even grote CDU/CSU en SPD waren ook de liberale FDP en de communistische KPD in heel Duitsland actief. De laatste partij verloor haar status als fractie nadat de communistische afgevaardigde Kurt Müller niet was teruggekeerd van een reis naar de DDR niet en de administratie van de Bondsdag zijn schriftelijke mandaat-beëindiging weigerde te accepteren. Vanwege haar banden met de DDR-leiding was de KPD in diskrediet geraakt en werd politiek irrelevant.
De overige partijen in de eerste Bondsdag hadden elk minder dan vijf procent bereikt. Toch konden ze vertegenwoordigers naar Bonn sturen, omdat de kiesdrempel van vijf procent toen alleen per deelstaat gold. Vanwege hun programma of ten opzichte van de praktijk waren het regionale partijen. In het Noorden was de conservatieve Deutsche Partei actief, die haar wortels in Nedersaksen had maar ook in de deelstaatparlementen van Sleeswijk-Holstein en Bremen vertegenwoordigd was. Eveneens uit het Noorden kwam de Deutsche Konservative Partei - Deutsche Rechtspartei die rechts-conservatieve en rechts-radicale ideeën uit de tijd van de Weimarrepubliek bewaard had.
De Südschleswigscher Wählerverband vertegenwoordigde de Deense en Friese minderheid. Het Zentrum, dat na de Hitler-dictatuur heropgericht werd, dankte zijn zetels aan stemmen uit Noordrijn-Westfalen. In Beieren hadden de Wirtschaftliche Aufbauvereinigung en de Bayernpartei, twee conservatieve partijen van de middenstand, de kiesdrempel gehaald.
Sinds de tweede Bondsdagverkiezingen (1953) geldt de kiesdrempel voor de gehele Bondsrepubliek. De vijf procent stemmen hoeven niet te worden gehaald wanneer een partij ten minste één zetel per kiesdistrict heeft veroverd; vanaf 1957 moeten het er ten minste drie zijn. Mede hierdoor nam het aantal partijen in de Bondsdag af omdat afsplitsingen en de oprichting van splinterpartijen werden ontmoedigd.

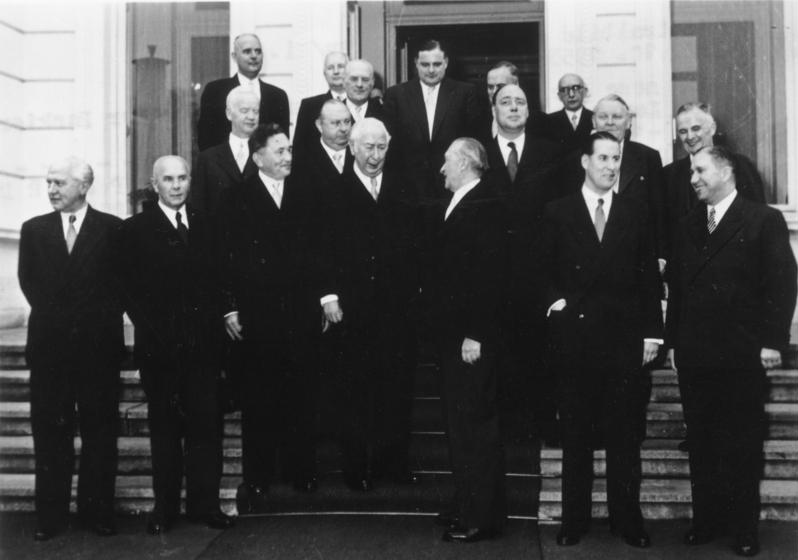
Het kabinet-Adenauer II van 1953, met politici van CDU, CSU, FDP, BHE und DP, zo veel partijen als nooit eerder of later.

In 1950 werd de plicht afgeschaft om een licentie van een bezettingsmacht te bezitten. Daardoor werd de oprichting van nieuwe partijen makkelijker. De belangrijkste nieuwe kracht in die tijd was de Gesamtdeutscher Block/Bund der Heimatvertriebenen und Entrechteten (BHE) als vertegenwoordiger van de verdrevenen en vluchtelingen uit de voormalige Oostgebieden. De bevolking van Sleeswijk-Holstein bestond voor de helft uit vluchtelingen, hier bereikte de BHE bij deelstaatverkiezingen 25 procent van de stemmen.
In 1952 vroeg de bondsregering voor het eerst om een verbod van een politieke partij, namelijk van de rechts-extremistische Sozialistische Reichspartei en de KPD. De eerste partij werd nog in hetzelfde jaar verboden, de laatste pas in 1956. Het verbod zelf is de beslissing van het Bundesverfassungsgericht (sinds 1951). Sindsdien werden maar twee andere verzoeken ingediend.
Bij de Bondsdagverkiezingen 1953 kwamen alleen de regeringspartijen CDU/CSU, FDP en DP, de SPD en voor het eerst (en laatst) de BHE in de Bondsdag. Ofschoon de Union van Konrad Adenauer de helft van de zetels had begon hij een coalitie met alle andere partijen behalve de SPD. Daardoor verkreeg hij een 2/3-meerderheid en intrigeerde mogelijke burgerlijke oppositiepartijen in het regeringsbeleid. Al in 1955 verliet de BHE de regering vanwege haar ontevredenheid met de Duitsland- en Europa-politiek. De twee BHE-bondsministers sloten zich bij de CDU aan. Een jaar later ging ook het grotere deel van de FDP naar de oppositie. De rechts-liberale "ministervleugel" die de succesloze Freie Volkspartei oprichtte, bleef toen in de regering. In 1960 gingen de bondsministers van de DP naar de CDU.

### Stelsel van drie partijen 1961 tot 1983

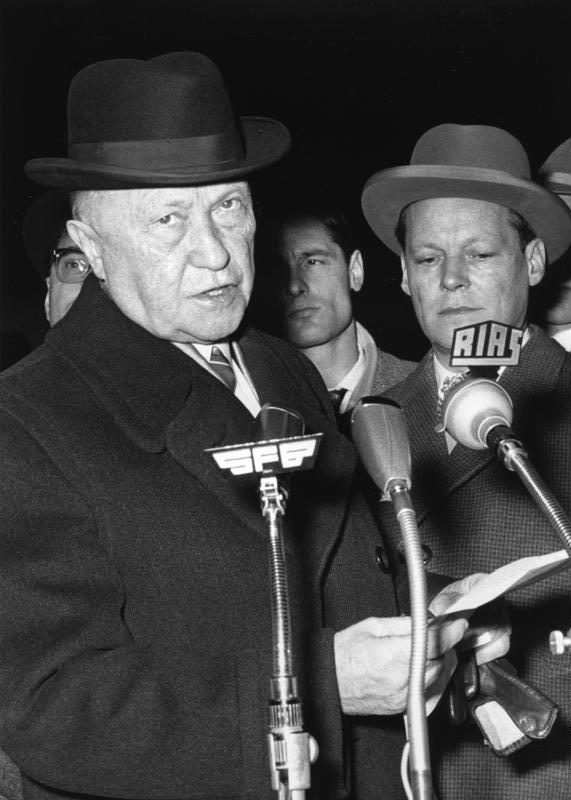
De kanselierskandidaaten van CDU en SPD, bondskanselier Konrad Adenauer en zijn 37 jaar jongere concurrent Willy Brandt, kort na de bouw van de Berlijnse Muur in 1961

In de Bondsdag van 1961 waren voor het eerst alleen nog CDU/CSU, SPD en FDP vertegenwoordigd. Ook in de deelstaten hadden andere partijen maar zelden succes. Vooral de CDU had de kleinere burgerlijke partijen met uitzondering van de FDP geslikt. De SPD schoof in 1959 met het programma van Bad Godesberg naar het politieke centrum, accepteerde in 1960 de binding met het Westen en richtte zich meer en meer ook aan kerkelijken onder de kiezers.
In de jaren 1960 kwamen alle drie de mogelijke coalities tot stand. Alle partijen konden dus met elkaar een coalitie aangaan. Toen, en in de jaren 1970, was de CDU/CSU meestal niet zeer ver weg van de absolute meerderheid. Samen met de FDP, die normaliter tussen zes en tien procent haalde, kon ruim een christen-liberale coalitie gevormd worden. De SPD lag meestal enkele procent achter de Union (met uitzondering van 1972) zodat een "sociaal-liberale coalitie" met de FDP een veel kleinere absolute meerderheid had.

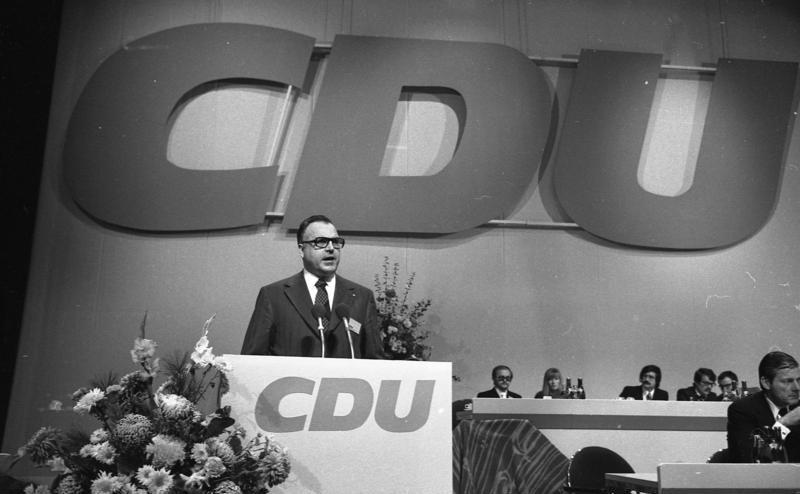
Helmut Kohl op het CDU-partijcongres van 1973 toen hij tot voorzitter werd gekozen. In de oppositietijd 1969-1982 werd de partijorganisatie van de CDU uitgebouwd, en ze hield definitief ermee op een notabelenpartij te zijn.

De meest succesvolle partij buiten de Bondsdag was toen de Nationaldemokratische Partei Deutschlands, die vanaf 1966 in de meeste deelstaatparlementen zat. In 1969 faalde ze met 4,3 procent bij de Bondsdagverkiezingen en verloor na de volgende deelstaatverkiezingen ook alle zetels in de deelstaten. In latere jaren kreeg ze concurrentie van andere rechts-radicale partijen. Aan de extreemlinkse kant stond sinds 1968 de Deutsche Kommunistische Partei (DKP), een partij die was voortgekomen uit de KPD. Ze bleef bij verkiezingen bijna steeds onder één procent. Nog minder succes hadden kleine communistische splinterpartijen van de jaren 1970, de zogeheten K-Gruppen, autoritaire groepen vaak op stalinistische of maoïstische grondslag.
Rond de Bondsdagverkiezingen van 1976 ontstond ruzie binnen de Union. CDU-voorzitter Helmut Kohl wilde de sociaal-liberale regering daardoor beëindigen dat hij de FDP met een gematigde koers van de Union won. De CSU onder Franz Josef Strauß daarentegen verzon de strategie van de Vierde Partij: De rechtsere CSU moest in de gehele Bondsrepubliek actief worden om rechtse kiezers te mobiliseren. De CDU zou dan de kiezers in het politieke centrum beter kunnen benaderen. Maar de CDU voorkwam dat door ermee te dreigen dat dan de CDU een afdeling ook in Beieren zou hebben. Tegenstanders van het concept waren bang dat door fricties tussen beide partijen de Union in totaal meer schade dan nut zou ondervinden.

### Opkomst van nieuwe partijen 1983 tot 1990

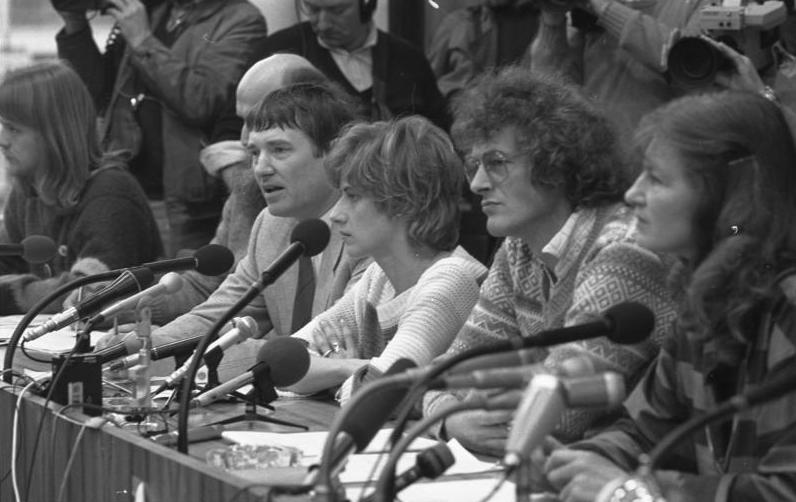
Vertegenwoordigers van de Groenen in 1983, van links: Otto Schily, een Realo die in 1989 naar de SPD ging, Petra Kelly, een pacifiste, de Ökosozialist Rainer Trampert die in 1990 de partij verliet.

Aan het eind van de jaren 1970 lukte het een nieuwe politieke groepering om deelstaatparlementen binnen te komen. Ze noemde zich Grüne Liste of Grüne Liste Umweltschutz en werd in 1980 op federaal niveau opgericht onder de naam Die Grünen (de Groenen). Toen verenigde ze nog zowel linkse als ook rechtse aanhangers van de milieubeweging totdat de laatste onder Herbert Gruhl de partij verlieten. Verder waren voormalige leden van de K-Gruppen bij de Groenen actief, maar de partij mobiliseerde ook mensen die eerder bij géén partij hoorden. In 1983 en 1987 haalde ze Bondsdagzetels. Al in 1985 maakten de Groenen korte tijd deel uit van de deelstaatregering van Hessen.
De Groenen stonden voor een herbeleving van de anti-partijen-gevoelens en hadden niet alleen ongebruikelijke namen voor partijorganen (zoals "spreker" in plaats van "voorzitter"). De vorming van een partijelite moest worden voorkomen om de schwung van een levende beweging niet te verliezen. Bondsdagleden moesten niet meer verdienen dan arbeiders en maar twee jaar hun mandaat uitoefenen. Topposities werden door twee personen vervuld en ten minste vijftig procent van de leden van een orgaan moesten vrouwen zijn. Na en na werden vele van deze bepalingen soepeler, en de partij begon zich met haar programma ook buiten het onderwerp milieu te profileren.
Veel aandacht kregen ook de verkiezingssuccessen van Die Republikaner. Dit was een rechtspopulistische tot rechts-radicale partij die in 1983 in Beieren werd opgericht. In januari 1989 kwam ze vanuit het niets het parlement van West-Berlijn in met 7,5 procent van de stemmen. In juni haalde ze bij de Europese verkiezingen maar iets minder. In de jaren daarna veroverden de Republikaner en ook de rechts-extremisten van NPD en Deutsche Volksunion zetels in deelstaten, maar behielden deze meestal alleen voor één periode. Bij federale verkiezingen en verkiezingen op Europees niveau faalden deze partijen als gevolg van de kiesdrempel.

## Vereniging en herenigd Duitsland vanaf 1989/1990
De sociale en politieke ontevredenheid in de Duitse Democratische Republiek leidde tot een massamigratie en publieke protesten. Ná de val van de Berlijnse Muur op 9 november gaf de SED haar dictatuur op. Nu protesteerden ook de blokpartijen in het DDR-parlement, de Volkskammer, en ook sommige SED-afgevaardigden tegen de heerschappij van de SED. De nieuwe DDR-regering onder SED-leider Hans Modrow nam op 5 februari 1990 vertegenwoordigers van burgerrechtsgroepen en partijen op. In maart volgde de eerste en enige vrije verkiezing tot de Volkskammer, en het kabinet van CDU-voorzitter Lothar de Maizière leidde de DDR naar de Duitse hereniging van 3 oktober 1990.

### Partijen aan het einde van de DDR-periode

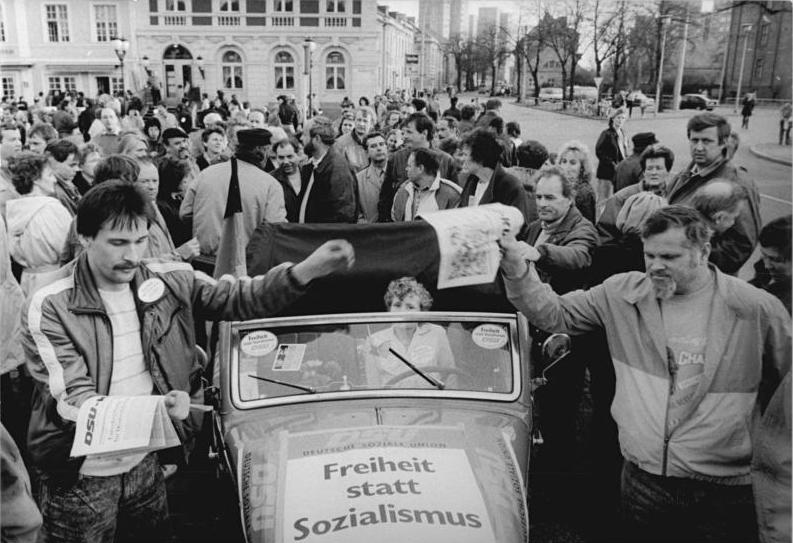
Tijdens een sociaaldemocratisch campagne-event maken ook DSU-aanhangers reclame, Potsdam 1990

De staatspartij SED, die zich naar een korte overgangsperiode Partei des Demokratischen Sozialismus (PDS) heeft genoemd, bleef na de val van de Muur bestaan, eveneens als de blokpartijen CDU, DBD, LDPD en NDPD. Verder werden nieuwe partijen opgericht. Meestal zochten de partijen partners in het Westen (en andersom). De Oost-Duitse kiezers oriënteerden zich op de westelijke partijen, die ze al jarenlang dankzij de West-Duitse televisie kenden. Misschien werden banden van vóór 1949 ook daarna voortgezet. Maar vergeleken met het Westen waren de Oost-Duitse kiezers aanzienlijk minder aan partijen gebonden.
De verkiezing van de Volkskammer op 18 maart 1990 werd gedeeltelijk een referendum over een spoedige hereniging. Terwijl de CDU en haar partners samen bijna een absolute meerderheid haalden, kwamen de sociaaldemocraten in tegenstelling tot de verwachtingen maar op een kleine 22 procent. De PDS bereikte met 16,4 procent de derde plaats. Bijzonder slecht brachten de bewegingen voor burgerrechten die de DDR een eigen, nieuwe weg in wilden zien slaan het er vanaf.
De West-CDU werkte ondanks scrupules met de CDU van het Oosten samen, maar ook met de Demokratischer Aufbruch, een nieuwe partij voor burgerrechten. Verder sloot de oude boerenpartij DBD zich bij de CDU aan. Bij de Volkskammer-verkiezing traden CDU, DA en Deutsche Soziale Union samen op onder de naam Allianz für Deutschland. De DSU was een meer conservatieve groepering die door de Beierse CSU werd gesteund. De CSU moest bang zijn dat ze in een groter Duitsland minder invloed zou hebben. Bij Bondsdagverkiezingen was haar Beierse aanhang goed voor ongeveer tien procent, na de hereniging maar voor ongeveer zeven. Maar toen de DSU ook in de westelijke deelstaten actief wilde worden koelde haar relatie met de CSU snel af.

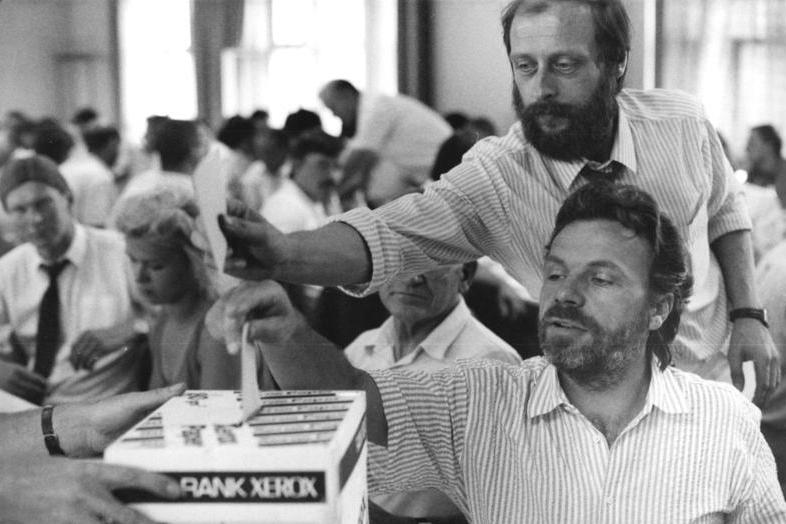
Op 4 augustus 1990 besloot de meerderheid in de Demokratischer Aufbruch een fusie met de CDU.

De Alliantie boekte vooral verkiezingsoverwinningen in het zuiden van de DDR, dus in oude bolwerken van de SPD. Dat was deels het gevolg van negatieve gevoelens die men daar koesterde ten aanzien van de hoofdstad Berlijn, die in het SED-tijdperk door de machthebbenden werd gesteund, wat ten koste ging van de overige delen van de DDR. Verder werd de Alliantie gekozen door degenen die religieuze bindingen hadden en die in de DDR politiek benadeeld werden. Degene die in de DDR privileges hadden, maar ook mensen in het economisch zwakke noorden, stemden op de PDS.
Ook de liberale FDP uit de Bondsrepubliek had meerdere partners, naast de oude LDPD en de nieuwe Oost-FDP de Deutsche Forumspartei (net als de Demokratischer Aufbruch een beweging van burgerrechtsactivisten). De liberalen noemden zich voor de Volkskammer-verkiezing samen Bund Freier Bürger. Later kwam ook nog de NDPD bij de West-FDP.

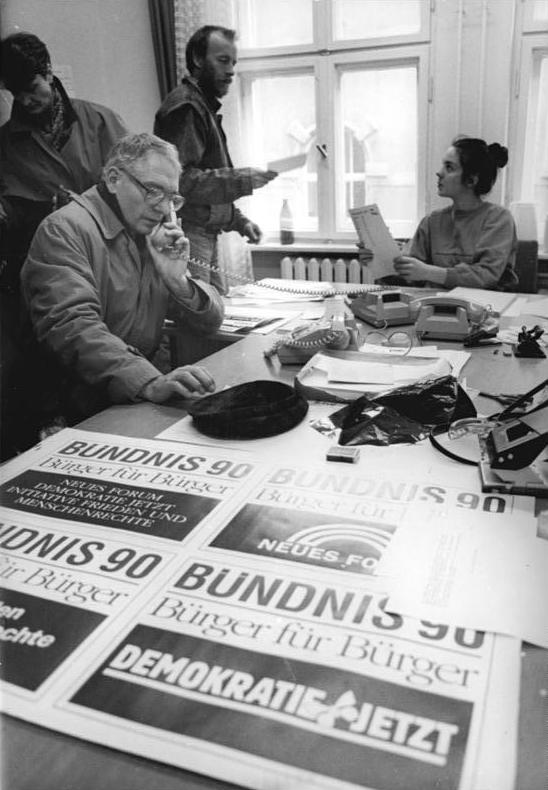
Campagnekantoor van Bündnis 90 in februari 1990, aan de telefoon Jens Reich.

Niet alle westerse sociaaldemocraten waren even enthousiast over de gedachte van een Duitse hereniging. Oskar Lafontaine, toen de minister-president van het Saarland, maakte in zijn redevoering van 19 december 1989 op het partijcongres van Berlijn duidelijk dat hij met de Oost-Duitsers niet binnen één staat wilde leven, evenmin als met de Oostenrijkers. Lafontaine vond een Duitse natiestaat historisch achterhaald en waarschuwde voor de financiële gevolgen van een hereniging voor de West-Duitsers. Dit wordt gezien als een belangrijke reden voor de problemen van de SPD bij de verkiezingen in 1990: Lafontaine was in december 1990 binnen zijn eigen partij de enige niet onomstreden kanselierskandidaat.
De West-Groenen waren wat de hereniging betreft nog veel terughoudender dan de sociaaldemocraten. Toen de Bondsdag op 9 november 1989 van de val van de Berlijnse Muur hoorde en de afgevaardigden opstonden en het volkslied zongen, bleven de meeste Groenen zitten. Als enige partij keurden de Groenen verder het tien-punten-programma van kanselier Kohl (voor een weg naar de hereniging) af. Dit had met de antinationale houding van de partij te maken en met het feit dat de Groenen meer de jongeren vertegenwoordigden die alleen het gedeelde Duitsland kenden. De Groenen in de DDR werkten samen met Bündnis 90, een alliantie van burgerrechtenorganisaties.
Bij de Bondsdagverkiezingen van 1990 in december, toen de CDU/CSU met 44 procent een goed resultaat hadden, gold de kiesdrempel van vijf procent gescheiden voor Oost- en West-Duitsland. Dit werd door PDS en Groenen via het Bundesverfassungsgericht bereikt. Weliswaar leidde de scheiding ertoe dat de West-Groenen op het nippertje aan de kiesdrempel struikelden en alleen het Oost-Duitse Bündnis 90 samen met acht Oost-Groenen de eerste Bondsdag voor geheel Duitsland in kwam. In 1993 zijn de Groenen met Bündnis 90 naar Bündnis 90/Die Grünen gefuseerd.

### Partijen in het herenigde Duitsland

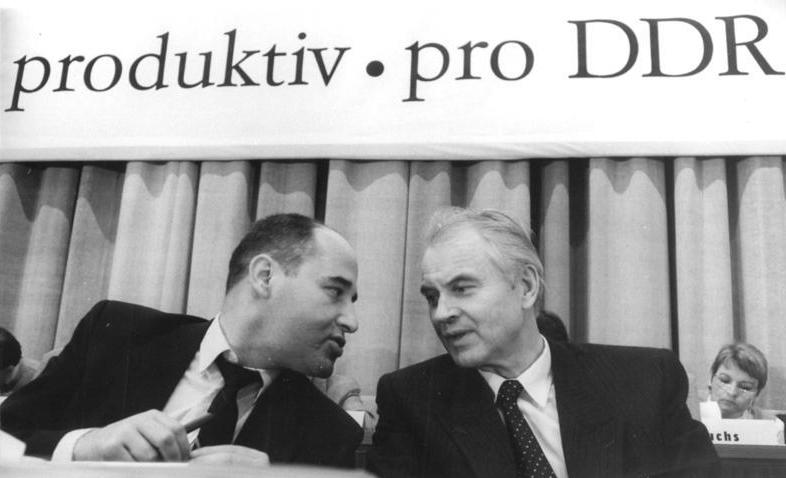
PDS-voorzitter Gregor Gysi in februari 1990 met de DDR-minister-president Hans Modrow, later erevoorzitter van de partij.

De Duitse hereniging zelf heeft het partijenstelsel van de Bondsrepubliek nauwelijks veranderd. De meesten van de vele nieuwe leden van CDU en FDP gingen al na een aantal jaren weer verloren. Ook hun voorsprong bij de kiezers in het Oosten zijn deze partijen gauw weer kwijt geraakt.
Wel werd het spectrum van relevante partijen breder dankzij de PDS. In 1993 geloofde partijenexpert Peter Lösche nog dat ze spoedig zou verdwijnen, omdat ze in het Westen geen echo vond. Maar de Bondsdagverkiezingen van 2005 hebben aangetoond dat de PDS wél samen met de West-Duitse Wahlbündnis Arbeit und Soziale Gerechtigkeit de kiesdrempel ruim kan halen. Beide partijen zijn sinds 2007 verenigd in de partij Die Linke. De WASG-politici waren vaak voormalige linkse SPD-leden of partijloze linkse mensen, die deels een radicalere politiek wensen dan de meer pragmatische politici van de oude PDS.
Gedurende de eerste tien à vijftien jaar na de hereniging kon men in zekere zin van twee verschillende partijenstelsels in Duitsland spreken: In het Westen met de CDU/CSU, SPD, FDP en de Groenen, in het Oosten met de CDU, SPD en PDS. De PDS (nu Die Linke) heeft zich rond 2005 als vijfde politieke kracht in gehéél Duitsland gevestigd, ook al is ze in het Oosten nog veel sterker dan in het Westen. In de Oost-Duitse deelstaten lijkt de FDP weer meer voeten in de aarde te krijgen. De Groenen met haar alternatief-linksburgerlijke aanhang blijven in het Oosten wel zwak.
In 2005-2009 was de trend te zien dat de grote volkspartijen CDU/CSU en SPD veel aanhang bij verkiezingen verloren en daarvoor de kleinere partijen FDP en de Groenen stemmen wonnen. In 1976 hadden CDU/CSU en SPD samen meer dan 90 procent van de kiezers achter zich, in 1998 nog 75 procent, en in 2009 nog maar 57 procent.

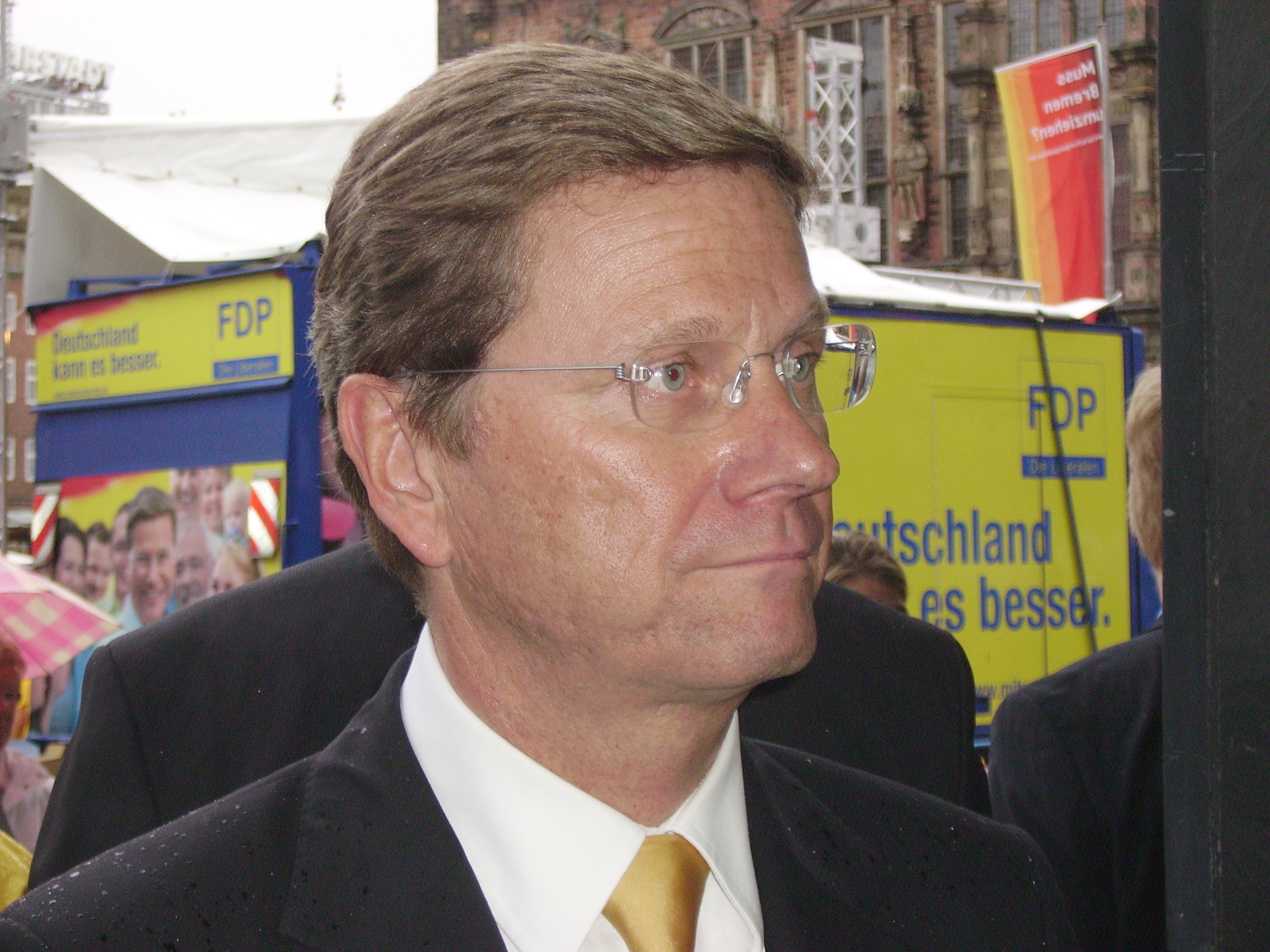
Guido Westerwelle, voorzitter van de FDP sinds 2001 en minister van Buitenlandse Zaken sinds 2009. In Duitsland is de voorzitter van een partij meestal ook de politieke leider.

De traditionele coalitie in Duitsland wordt gevormd door een grote en een kleine partij. Dit is door het sterker worden van de drie kleine partijen moeilijker geworden. In 2005 was alleen een grote coalitie van CDU/CSU en SPD in politiek opzicht en qua zetels mogelijk. Coalities van een grote en twee kleine partijen werden uitgesloten: de Groenen wilden zich niet bij een CDU/CSU-FDP-coalitie aansluiten, de FDP niet bij een SPD-Groenen-coalitie. Zowel in de SPD als ook bij de Groenen is het omstreden of een coalitie met Die Linke in politiek en moreel opzicht mogelijk is. Tot nu toe zijn coalities met Die Linke alleen in enkele Oost-Duitse deelstaten (inclusief de deelstaat Berlijn) tot stand gekomen, ondanks twee serieuze pogingen in het Westen (2008 Hessen, 2009 Saarland).
In de deelstaten en gemeenten kunnen de verhoudingen sterk van de ontwikkelingen op federaal niveau afwijken. Voortdurend succes hebben in vele gemeenten de Vrije Kiezers (Freie Wähler, vaak ook "onafhankelijken" genoemd). In Beieren is het hun in 2008 zelfs gelukt de sprong naar het Beierse parlement te maken. In Sleeswijk-Holstein zit de Südschleswigscher Wählerverband in het parlement, omdat deze minderhedenpartij de kiesdrempel niet moet halen. In 2009 waren in Saksen en Mecklenburg-Voor-Pommeren de NPD en in Bremen de eveneens rechts-extremistische DVU vertegenwoordigd.
Sinds een aantal jaren verliezen de partijen leden. Dit geldt in het bijzonder voor de SPD. De partij, die in 1977 een miljoen leden telde, heeft sinds 2008 minder leden dan de CDU (zonder CSU), iets meer dan 500.000. Vele partijen lijden onder vergrijzing. Niet alleen dat minder mensen lid van een partij worden, ook de stemopkomst gaat omlaag. Volgens de politicoloog Oskar Niedermeyer zijn de traditionele milieus van de grote partijen dermate sterk gekrompen dat de partijen ook nog andere maatschappelijke groepen moeten rekruteren. De groep mensen die op een bepaalde partij stemmen wordt heterogener en moet steeds opnieuw gemobiliseerd worden.

## Voetnoten
1. ↑  Thomas Nipperdey: Deutsche Geschichte 1806–1866. vol. 1: Bürgerwelt und starker Staat. Beck: München 1983, p. 344, p. 346/347.
2. ↑  Thomas Nipperdey: Deutsche Geschichte 1806–1866. vol. 1: Bürgerwelt und starker Staat. Beck: München 1983, p. 347/348. „Es bleibt eines der eigentümlichen Charakteristika des frühen Parlamentarismus in Deutschland, dass die Diener der Regierungen zugleich der Kern der Opposition gegen diese Regierungen waren."
3. ↑  Karl Rohe: Entwicklung der politischen Parteien und Parteiendemokratie in Deutschland bis zum Jahre 1933. In: Oscar W. Gabriel e.a. (red.): Parteiendemokratie in Deutschland, Bonn 1997, p. 39-58, hier p. 41/42.
4. ↑  Karl Rohe: Entwicklung der politischen Parteien und Parteiendemokratie in Deutschland bis zum Jahre 1933. In: Oscar W. Gabriel e.a. (red.): Parteiendemokratie in Deutschland, Bonn 1997, p. 39-58, hier p. 42.
5. ↑  Thomas Nipperdey: Deutsche Geschichte 1806–1866. Vol. 1: Bürgerwelt und starker Staat. Beck: München 1983, p. 378.
6. ↑  Thomas Nipperdey: Deutsche Geschichte 1806–1866. Vol. 1: Bürgerwelt und starker Staat. Beck: München 1983, p. 388/389.
7. ↑  Thomas Nipperdey: Deutsche Geschichte 1806–1866. Vol. 1: Bürgerwelt und starker Staat. Beck: München 1983, p. 389.
8. ↑  Thomas Nipperdey: Deutsche Geschichte 1806–1866. Vol. 1: Bürgerwelt und starker Staat. Beck: München 1983, p. 344, p. 389/390.
9. ↑  Thomas Nipperdey: Deutsche Geschichte 1806–1866. Vol. 1: Bürgerwelt und starker Staat. Beck: München 1983, p. 390/391.
10. ↑  Thomas Nipperdey: Deutsche Geschichte 1806–1866. Vol. 1: Bürgerwelt und starker Staat. Beck: München 1983, p. 391/392. Citaat: „die sozialistische Idee vom Fabrikproletariat entsprach der Realität der verarmten Massen in Deutschland lange Zeit noch durchaus nicht.“
11. ↑  Thomas Nipperdey: Deutsche Geschichte 1806–1866. Vol. 1: Bürgerwelt und starker Staat. Beck: München 1983, p. 392.
12. ↑  Thomas Nipperdey: Deutsche Geschichte 1806–1866. Vol. 1: Bürgerwelt und starker Staat. Beck: München 1983, p. 344, p. 393.
13. ↑  Helga Grebing: Geschichte der deutschen Arbeiterbewegung. Ein Überblick. 8e druk, dtv: München, 1977 (1966), p. 34-40.
14. ↑  Thomas Nipperdey: Deutsche Geschichte 1806–1866. Vol. 1: Bürgerwelt und starker Staat. Beck: München 1983, p. 379.
15. ↑  Thomas Nipperdey: Deutsche Geschichte 1806–1866. Vol. 1: Bürgerwelt und starker Staat. Beck: München 1983, p. 380/381.
16. 1 2  Thomas Nipperdey: Deutsche Geschichte 1806–1866. Vol. 1: Bürgerwelt und starker Staat. Beck: München 1983, p. 382.
17. ↑  Thomas Nipperdey: Deutsche Geschichte 1800–1866. Vol. 1: Bürgerwelt und starker Staat. Beck: München 1983, p. 609.
18. ↑  Thomas Nipperdey: Deutsche Geschichte 1800–1866. Vol. 1: Bürgerwelt und starker Staat. Beck: München 1983, p. 610.
19. ↑  Thomas Nipperdey: Deutsche Geschichte 1800–1866. Vol. 1: Bürgerwelt und starker Staat. Beck: München 1983, p. 611/612.
20. ↑  Thomas Nipperdey: Deutsche Geschichte 1800–1866. Vol. 1: Bürgerwelt und starker Staat. Beck: München 1983, p. 612/613.
21. ↑  Thomas Nipperdey: Deutsche Geschichte 1800–1866. Vol. 1: Bürgerwelt und starker Staat. Beck: München 1983, p. 617.
22. ↑  Thomas Nipperdey: Deutsche Geschichte 1800–1866. Vol. 1: Bürgerwelt und starker Staat. Beck: München 1983, p. 632.
23. ↑  Thomas Nipperdey: Deutsche Geschichte 1800–1866. Vol. 1: Bürgerwelt und starker Staat. Beck: München 1983, p. 633/635.
24. ↑  Karl Rohe: Entwicklung der politischen Parteien und Parteiendemokratie in Deutschland bis zum Jahre 1933. In: Oscar W. Gabriel e.a. (red.): Parteiendemokratie in Deutschland, Bonn 1997, p. 39-58, hier p. 45.
25. ↑  Thomas Nipperdey: Deutsche Geschichte 1800–1866. Vol. 1: Bürgerwelt und starker Staat. Beck: München 1983, p. 661/662.
26. ↑  Karl Rohe: Entwicklung der politischen Parteien und Parteiendemokratie in Deutschland bis zum Jahre 1933. In: Oscar W. Gabriel e.a. (red.): Parteiendemokratie in Deutschland, Bonn 1997, p. 39-58, hier p. 47.
27. ↑  Helga Grebing: Geschichte der deutschen Arbeiterbewegung. Ein Überblick. 8e druk, dtv: München 1977 (1966), p. 62.
28. ↑  Peter Lösche: Kleine Geschichte der deutschen Parteien, Kohlhammer: Stuttgart e.a. 1993, p. 43.
29. ↑  Peter Lösche: Kleine Geschichte der deutschen Parteien, Kohlhammer: Stuttgart e.a. 1993, p. 63/64.
30. 1 2  Thomas Nipperdey: Deutsche Geschichte 1866–1918. Vol. 2: Machtstaat vor der Demokratie. 2e druk, Beck: München 1993, p. 499.
31. ↑  Thomas Nipperdey: Deutsche Geschichte 1866–1918. Vol. 2: Machtstaat vor der Demokratie. 2e druk, Beck: München 1993, p. 499/500.
32. ↑  Thomas Nipperdey: Deutsche Geschichte 1866–1918. Vol. 2: Machtstaat vor der Demokratie. 2e druk, Beck: München 1993, p. 515.
33. ↑  Thomas Nipperdey: Deutsche Geschichte 1866–1918. Vol. 2: Machtstaat vor der Demokratie. 2e druk, Beck: München 1993, p. 515-518.
34. ↑  Thomas Nipperdey: Deutsche Geschichte 1866–1918. Vol. 2: Machtstaat vor der Demokratie. 2e druk, Beck: München 1993, p. 519-521.
35. ↑  Peter Lösche: Kleine Geschichte der deutschen Parteien, Kohlhammer: Stuttgart e.a. 1993, p. 68.
36. ↑  Over de bewering en tegenargumenten, zie Heinrich August Winkler: Weimar 1918–1933. Die Geschichte der ersten deutschen Demokratie. C. H. Beck: München 1993, p. 106/107.
37. ↑  Hermann Weber: Kommunistische Bewegung und realsozialistischer Staat. Beiträge zum deutschen und internationalen Kommunismus, uitgegeven door Werner Müller. Bund-Verlag: Keulen 1988, p. 166/168.
38. ↑  Peter Lösche: Kleine Geschichte der deutschen Parteien, Kohlhammer: Stuttgart e.a. 1993, p. 94.
39. ↑  Peter Lösche: Kleine Geschichte der deutschen Parteien, Kohlhammer: Stuttgart e.a. 1993, p. 104.
40. ↑  Hermann Weber: Kommunistische Bewegung und realsozialistischer Staat. Beiträge zum deutschen und internationalen Kommunismus, uitgegeven door Werner Müller. Bund-Verlag, Keulen 1988, p. 279/280.
41. ↑  Hermann Weber: Kommunistische Bewegung und realsozialistischer Staat. Beiträge zum deutschen und internationalen Kommunismus, uitgegeven door Werner Müller. Bund-Verlag, Keulen 1988, p. 280.
42. ↑  Hermann Weber: Kommunistische Bewegung und realsozialistischer Staat. Beiträge zum deutschen und internationalen Kommunismus, uitgegeven door Werner Müller. Bund-Verlag, Keulen 1988, p. 285/286.
43. ↑  Peter Lösche: Kleine Geschichte der deutschen Parteien, Kohlhammer: Stuttgart e.a. 1993, p. 1065.
44. ↑  Over de K-Gruppen zie Steffen Kailitz: Politischer Extremismus in der Bundesrepublik Deutschland. Eine Einführung. VS Verlag für Sozialwissenschaften, Wiesbaden 2004, p. 63-67.
45. ↑  Klaus von Beyme: Das politische System der Bundesrepublik Deutschland. Eine Einführung, 9e druk, Westdeutscher Verlag: Wiesbaden 1999, p. 119/120.
46. ↑  Heinrich August Winkler: Der lange Weg nach Westen. Deutsche Geschichte 1933–1990, Bonn 2004, p. 559/560.
47. ↑  Klaus von Beyme: Das politische System der Bundesrepublik Deutschland. Eine Einführung, 9e druk, Westdeutscher Verlag, Wiesbaden 1999, p. 122/125.
48. ↑  Heinrich August Winkler: Der lange Weg nach Westen. Deutsche Geschichte 1933–1990, Bonn 2004, p. 538-540.
49. ↑  Heinrich August Winkler: Der lange Weg nach Westen. Deutsche Geschichte 1933–1990, Bonn 2004, p. 512, p. 523.
50. ↑  Peter Lösche: Kleine Geschichte der deutschen Parteien, Kohlhammer: Stuttgart e.a. 1993, p. 111.
51. ↑  Oskar Niedermeyer: Das gesamtdeutsche Parteiensystem. In: Oscar W. Gabriel e.a. (red.): Parteiendemokratie in Deutschland, Bonn 1997, p. 106-113, hier p. 117.